# Guerra do Golfo
A Guerra do Golfo (2 de agosto de 1990 até 28 de fevereiro de 1991) foi um conflito militar travado entre o Iraque e forças da Coalizão internacional, liderada pelos Estados Unidos e patrocinada pela Organização das Nações Unidas, com a aprovação de seu Conselho de Segurança, através da Resolução 678, autorizando o uso da força militar para alcançar a libertação do Kuwait, ocupado e anexado pelas forças armadas iraquianas sob as ordens de Saddam Hussein.
Em 2 de agosto de 1990, o exército iraquiano invadiu e conquistou o Kuwait. Esta ação trouxe imediata e veemente condenação internacional, com os países do Conselho de Segurança da ONU impondo sanções econômicas contra o Iraque. Com apoio militar da premier britânica, Margaret Thatcher, o presidente dos Estados Unidos, George H. W. Bush, enviou uma enorme quantidade de soldados das forças armadas estadunidenses para a Arábia Saudita e exortou nações amigas pelo mundo a fazer o mesmo. No final, mais de trinta países contribuíram com algum meio militar para a Coalizão, formando uma das maiores alianças militares que o mundo viu desde a Segunda Guerra Mundial. Ainda assim, a maioria esmagadora dos soldados que lutaram na guerra eram americanos, com o Reino Unido, os sauditas, a França e o Egito também contribuindo com várias unidades de combate. O Kuwait e a Arábia Saudita auxiliaram ainda a Coalizão com cerca de US$ 32 bilhões, com o esforço de guerra, como um todo, consumindo mais de US$ 60 bilhões no total.
A Guerra do Golfo Pérsico foi uma das maiores campanhas militares da história moderna, com uma enorme mobilização de recursos humanos e materiais em um curto espaço de tempo, introduzindo no campo de batalha diversos novos meios bélicos e tecnologias sofisticadas de ponta, para a época. Novos vocábulos foram adicionados ao léxico global, como aviões stealth e bombas inteligentes. Este conflito também foi um dos primeiros a ser mostrado ao vivo das linhas de frente, com transmissão via satélite, catapultando à notoriedade a rede de televisão CNN e o formato de "jornalismo 24 horas".
A guerra em si viu cinco semanas de um intenso bombardeio aéreo por parte da Coalizão (de 17 de janeiro até 24 de fevereiro), seguido por menos de cem horas de campanha terrestre que resultou na rápida expulsão das forças iraquianas do Kuwait. No final, os aliados da Coalizão conseguiram uma avassaladora vitória, libertando o Kuwait, enquanto infligiam pesadas baixas nos iraquianos, embora suas próprias perdas tenham sido mínimas. Em 28 de fevereiro, a Coalizão internacional declarou que seus objetivos foram completados com a libertação do território kuwaitiano e a retirada das tropas de Saddam, firmando um cessar-fogo e encerrando as hostilidades. No decorrer da guerra, os combates se restringiram a apenas o Iraque, Kuwait e a regiões de fronteira saudita. O Iraque tentou atrair Israel para a guerra ao lançar mísseis Scud contra o seu território, tendo como objetivo tentar causar uma cisão entre as potências ocidentais e seus aliados árabes.

## Precedentes

### Tensões Iraque-Kuwait (fronteiras, petróleo e dívida)
A decisão de Saddam Hussein de invadir o Kuwait foi essencialmente uma tentativa de lidar com a contínua vulnerabilidade da sua economia e o seu consequente impacto nas finanças públicas. Ao fim da Guerra Irã-Iraque, em agosto de 1988, a economia iraquiana estava de fato a beira do colapso e também internamente havia tensões sectárias pelo país. Os maiores credores da dívida da nação eram a Arábia Saudita e o Kuwait. O governo do Iraque tentou fazer com que estes países perdoassem parte do débito, mas eles se recusaram.
Além da questão econômica, o conflito entre o Iraque e Kuwait também acontecia por disputas territoriais. O Kuwait era parte da província de Baçorá na época da dominação do Império Otomano, que passou a ser reivindicado como território iraquiano. A família real kuwaitiana havia concluído um acordo de protetorado com o Reino Unido em 1899, deixando assim a responsabilidade aos britânicos de cuidar da política externa do país. A fronteira entre as duas nações foi desenhada então pelos ingleses em 1922. A criação de um Kuwait independente tirou a única saída para o mar que o Iraque tinha. Os kuwaitianos rejeitaram todas as tentativas dos iraquianos de tentar manter qualquer provisões no país. O governo de Saddam, logo após o conflito com o Irã, começou a acusar o Kuwait de extrapolar as cotas da OPEP de exportação de petróleo. O cartel na época queria manter o preço da commodity a US$ 18 dólares por barril e disciplina era necessária. Os Emirados Árabes Unidos e o Kuwait estavam produzindo acima do esperado. O resultado do excesso de produção foi uma redução no preço do barril para apenas US$ 10, o que representava uma perda de US$ 7 bilhões anuais ao Iraque, que era quase o exato valor do pagamento para balancear o déficit em 1989. Os gastos públicos e os planos para reconstruir a infraestrutura interna do país acabaram se saindo debilitados, o que fez com que a economia iraquiana entrasse em forte recessão. A Jordânia e o Iraque tentavam manter a disciplina nos preços, mas com pouco sucesso. O governo iraquiano acusou os kuwaitianos de fazer 'guerra econômica'. O Kuwait também foi acusado de fazer perfurações subterrâneas próximas a fronteira com o Iraque, em territórios sob disputa.
Enquanto a crise econômica interna se agravava, Saddam queria apertar a parceria com as nações árabes que o apoiaram durante a guerra contra o Irã. Essa movimentação recebeu apoio dos Estados Unidos, que acreditava que a aproximação dos iraquianos com Estados pró-ocidente do Golfo ajudaria a manter o Iraque dentro da esfera de influência americana. Em 1989, o principal parceiro regional dos iraquianos, a Arábia Saudita, estava interessada em manter o nível de amizade entre as nações. Os países rapidamente assinaram acordos de não interferência e não agressão, seguido por um tratado que dizia que o Iraque deveria fornecer ao Kuwait água potável para bebidas e para irrigação. Projetos de desenvolvimento no Iraque acabaram não sendo muito promissores devido ao crescente déficit público, mesmo após a desmobilização de mais de 200 mil soldados. O governo de Saddam também investiu no desenvolvimento de uma indústria armamentista nacional, mas os pagamentos da dívida roubavam recursos dos investimentos. A queda no preço do petróleo diminuiu a principal fonte de renda do Iraque, causando ainda mais ressentimento com a OPEP e com os países vizinhos.

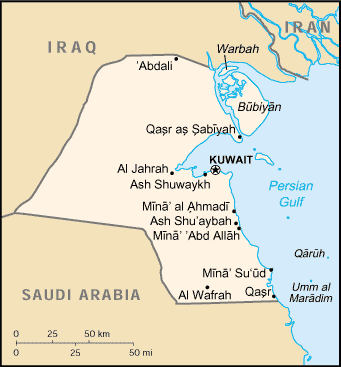
Mapa do Kuwait

A repressão de minorias étnicas no Iraque acabou por deteriorar o relacionamento do país com seus vizinhos. O deterioramento da relação entre as nações da região não ganhou destaque fora do Oriente Médio, devido aos acontecimentos na Europa (como o declínio da União Soviética). Os Estados Unidos, contudo, começaram a mudar sua postura com o Iraque, condenando a situação dos direitos humanos naquele país, que já era conhecido pelos massacres e torturas. O governo britânico havia também condenado a execução do jornalista Farzad Bazoft, que era correspondente do jornal inglês The Observer. Após as declarações de Saddam de que ele não hesitaria em usar armas químicas contra Israel se este atacasse seu território, Washington cortou vários fundos ao país. A ideia de uma missão da ONU para investigar revoltas acontecidas nos territórios palestinos ocupados, que resultou em diversas mortes, foi vetada pelos americanos, fazendo com que o governo iraquiano ficasse cético com relação a política externa dos Estados Unidos para a região.
Em julho de 1990, o Iraque continuou a reclamar do comportamento do Kuwait, que não respeitava as cotas de produção de petróleo, e ameaçou tomar uma ação militar direta. No mesmo mês, a CIA (agência de inteligência americana) reportou que os iraquianos haviam movido pelo menos 30 000 soldados para a fronteira sul do país. A frota estadunidense no Golfo Pérsico foi colocada então em alerta máximo. Saddam afirmava que havia uma conspiração antiIraque se desenrolando. O Kuwait havia começado a reatar suas relações com o Irã e a Síria conversava mais com o Egito. O governo de Hussein lançou acusações formais contra o Kuwait na Liga Árabe, afirmando que o país sofria perdas de US$ 1 bilhão por ano, e que os kuwaitianos estavam explorando ilegalmente os campos petrolíferos de Rumaila, e que a dívida entre "irmãos árabes" não contava. Ele ameaçou usar de força militar contra o Kuwait e os Emirados Árabes Unidos (seus principais credores) dizendo que os políticos destes países tomavam inspiração na américa para "minar os interesses e a segurança árabe". Em resposta as ameaças, o governo dos Estados Unidos enviou diversas aeronaves e navios extras para a região. As discussões em Jeddah, na Arábia Saudita, mediado pelo presidente egípcio Hosni Mubarak em nome da Liga Árabe, aconteceram em 31 de julho de 1990 mas houve pouco avanço.

### Relações EUA-Iraque antes do conflito

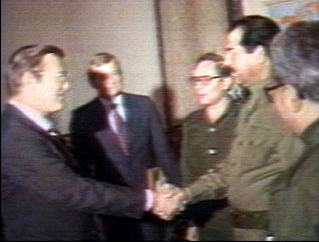
O enviado dos Estados Unidos ao Iraque, Donald Rumsfeld, se encontra com o ditador iraquiano, Saddam Hussein

Durante a maior parte da Guerra Fria, o Iraque foi um aliado da União Soviética. As relações com os Estados Unidos eram historicamente conflituosas, por um lado devido as estreitas relações diplomáticas e forte apoio militar da nação norte-americana para com o estado de Israel, por outro lado o apoio iraquiano a grupos árabes e Palestinos de índole terrorista, como o Abu Nidal.
Quando o Iraque decidiu atacar e invadir o seu vizinho Irã dando início a Guerra Irã-Iraque, os Estados Unidos mantiveram uma atitude neutra, a qual foi alterada na sequencia da operação Fath-ol-Mobeen, que foi uma contra ofensiva bem sucedida em março de 1982, executada pelas forças iranianas e que fez pender perigosamente a guerra para o seu lado. Desde então e até 1990, o governo norte-americano suportou declaradamente o Iraque fornecendo ajuda alimentar, militar (armas e informações) e tecnologia com emprego duplo, passível de ser usada no desenvolvimento e fabricação de alfaias agrícolas, mas também no desenvolvimento e fabricação de mísseis balísticos, ou ainda para o desenvolvimento de armas de destruição em massa. Fazendo justiça ao provérbio "o inimigo do meu inimigo meu amigo é", os americanos mantiveram o nível elevado nas relações diplomáticas até à véspera da invasão, com exceção de um limitado período imediatamente a seguir ao ataque com mísseis AM39 Exocet, alegadamente engano quando a fragata USS Stark (FFG-31) foi atingida.
A 25 de julho (seis dias antes da invasão), Saddam recebe em audiência a embaixadora norte-americana April Glaspie. Ela garantiu que os Estados Unidos não interviriam militarmente em defesa do Kuwait, porque não possuem posição definida, nem interferem nos assuntos diplomáticos exclusivamente entre países Árabes.

## Invasão e posterior anexação

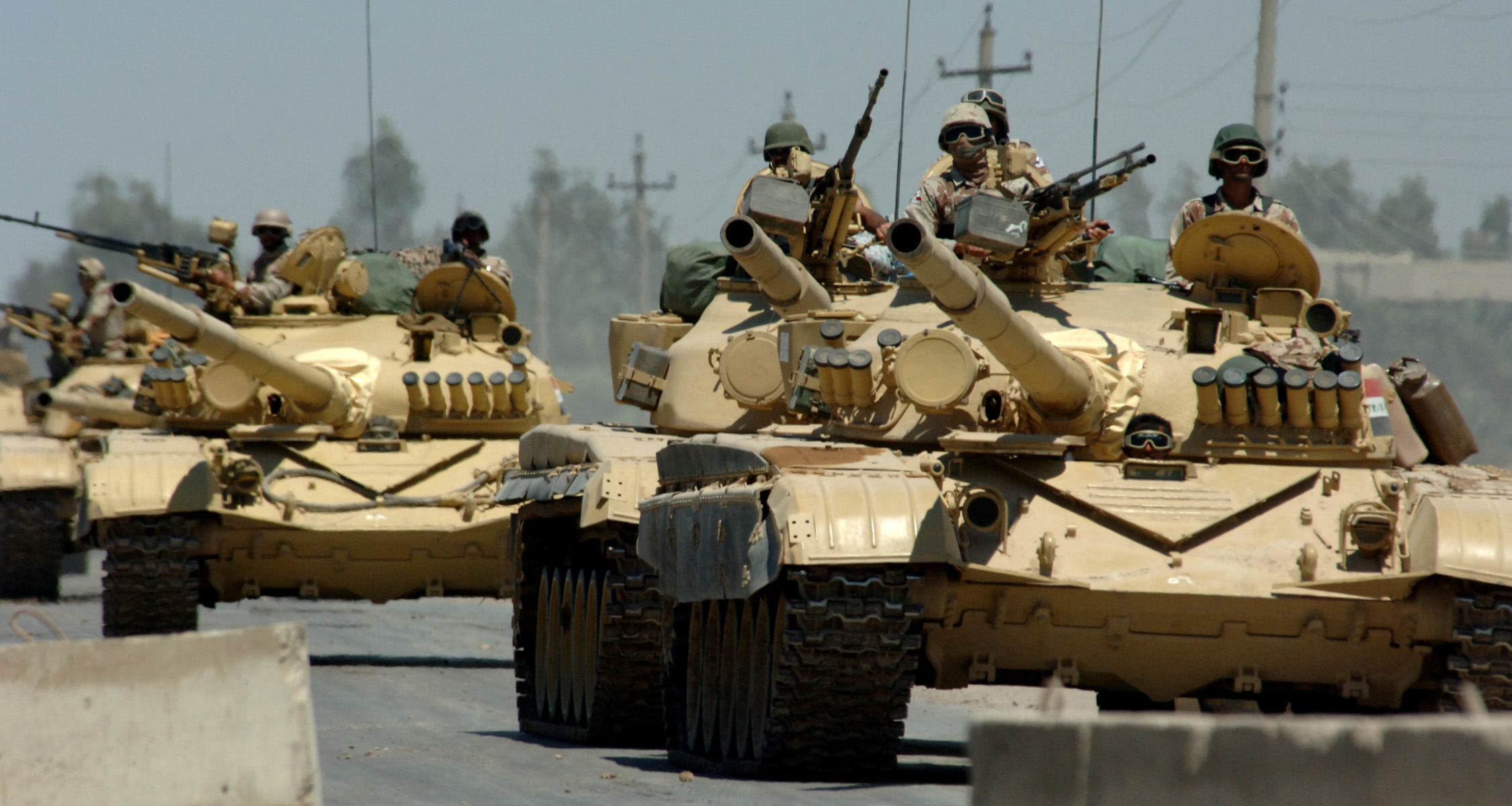
Tanques T-72 do exército iraquiano

Invadir e anexar o Kuwait pela força acabou sendo um enorme erro de cálculo por parte de Saddam Hussein, que teve consequências catastróficas para o Iraque. O impulso de tomar esta decisão pode ser encontrada no nacionalismo agressivo que sempre caracterizou e predominou a política iraquiana após a queda da monarquia em 1958, mais especificamente na impulsiva e rancorosa personalidade do seu líder, que em onze anos de poder absoluto, não tolerou oposição aos seus planos, tão pouco a sua imagem e grandiosidade fosse ofuscada por terceiros. Antes da invasão em agosto de 1990, acreditava-se que o exército iraquiano seria o quarto maior do mundo. Composto por um total aproximado de um milhão de soldados regulares, mais 450 mil reservistas, com uma vasta experiência de combate, proporcionada por oito anos de conflito armado com o vizinho Irã e claramente influenciado na sua organização e doutrina no modelo soviético, apresentava argumentos suficientes para ser considerado um adversário de respeito.
No dia 21 de julho de 1990 a principal estrada que ligava Baçorá ao Kuwait começou a ficar congestionada por veículos militares. Tinha sido dado início às movimentações de forças militares em direção à fronteira comum entre os dois países. Inicialmente três divisões blindadas, acompanhadas por quatro outras divisões de infantaria, no final dessa mesma semana, aproximadamente 100 000 soldados apoiados por cerca de dois mil blindados T-54/T-55, T-62 e T-72, encontravam-se posicionados ao longo da linha de fronteira. Inúmeras técnicas de engodo e camuflagem foram utilizadas, com um sucesso relativo, para esconder a sua presença dos serviços de inteligência ocidentais, principalmente o propósito da enorme concentração de meios. 

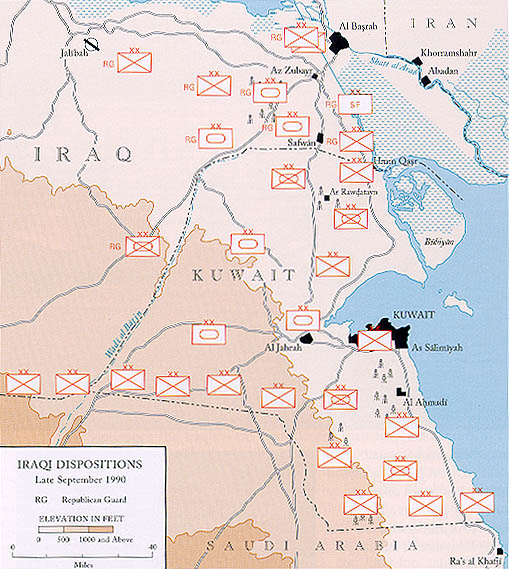
Disposição defensiva das forças Iraquianas após a invasão

Do outro lado, havia as Forças Armadas do Kuwait, constituídas pelas 6ª, 15ª e 35ª brigadas Mecanizadas, com base no norte do país, sul da capital do país e no oeste da nação respetivamente, equipadas com carros de combate de modernos à época, Chieftains de origem britânica e M-84 de produção sob licença na antiga Iugoslávia. No entanto o seu nível de prontidão estava ao nível usual em tempo de paz, devido à ausência de grande parte dos meios humanos em situação de licença, na semana anterior à invasão, esse nível é ainda diminuído para uns paupérrimos 25% de prontidão, na tentativa de apaziguar as intenções do seu vizinho do norte.
Na primeira hora do dia 2 de agosto, três divisões da Guarda Republicana Iraquiana cruzaram a linha de fronteira entre os dois países liderando e dando cumprimento ao plano estabelecido, eliminando toda a resistência que se oponha no seu caminho para a capital. Simultaneamente vários assaltos helitransportados e anfíbios foram executados por Forças Especiais em pontos chave da cidade de Kuwait e locais estratégicos em várias áreas por todo o país, posteriormente consolidados por forças regulares.
As forças terrestres kuwaitianas não foram e nem podiam ser um desafio sério, reagindo tarde e sem coordenação, aparte alguma resistência sobretudo devido a atos de bravura individuais, foram rapidamente subjugadas ou forçadas a recuar até encontrar abrigo na Arábia Saudita. A força aérea conseguiu executar alguns ataques limitados, mas também os seus aviões se refugiaram no reino Saudita e ou no Bahrein.
Tudo terminou em 12 horas. A família real foi acolhida em segurança em Riade, capital da Arábia Saudita, e Saddam Hussein era dono e senhor do pequeno Estado e de todas as suas riquezas, que de imediato foram espoliadas.
Nos seis meses seguintes é declarada a anexação do Kuwait como a 19ª província iraquiana e são consolidadas as posições e meios empregues na defesa, constituída por 590 mil soldados, 4 mil blindados, três mil peças de artilharia pesadas e canhões, posicionados em profundidade por todo o território kuwaitiano e por todo o sul do Iraque. A reserva do exército também havia sido mobilizada. Com a assinatura dos acordos de paz com o vizinho Irã em setembro de 1990, ficam disponíveis mais 10 divisões retiradas da fronteira comum entre essas duas nações. Estavam ainda na situação de reserva e elevado grau de prontidão três divisões, Hammurobi, Medina e Tawakalna da Guarda Republicana, as unidades de elite do exército.  Na fronteira com a Arábia Saudita foram dispostos extensos campos de minas, complementados por obstáculos à progressão de veículos e infantaria, bem como fortificações de todo o gênero.

### Breve cronologia
Compilação de dados dos momentos cruciais e seus antecedentes em modo não exaustivo, as referências horárias refletem a hora oficial de Riade, capital da Arábia Saudita.
- 1961
  - Em junho o Kuwait obtém a independência deixando de ser um protetorado britânico.[43]
  - Em julho a Grã-Bretanha intervém militarmente para pôr termo a uma agressão Iraquiana.[43]
- 1963

Iraque reconhece a independência do Kuwait.
- 1968

Saddam Hussein é eleito deputado no parlamento Iraquiano.
- 1969

Saddam Hussein, oficialmente toma o controle absoluto do poder no Iraque.
- 1980

Início da guerra Guerra Irã-Iraque, que terminaria oito anos mais tarde, em 1988.
- 1990
  - Em julho no dia 15, as primeiras unidades da Guarda Republicana Iraquiana são posicionadas junto da fronteira com o Kuwait.[43]
  - Em agosto no dia 2, logo ao início da manhã o Iraque inicia a invasão do Kuwait.[44]
  - Ainda em agosto no dia 8, os primeiros caças norte-americanos chegam à Arábia Saudita, dando início à operação Desert Shield[44]
  - Outubro no dia 31, George H. W. Bush decide duplicar o efetivo de forças norte-americanas na Arábia Saudita, mas mantém a decisão confidencial até oito de Novembro.[45]
  - Em novembro no dia 29, o Conselho de Segurança das Nações Unidas, autoriza o uso de todos os meios, para repor a situação anterior à invasão,[45] no entanto é concedido ao Iraque a possibilidade de abandonar o Kuwait voluntariamente até 15 de janeiro de 1991.[44]

- 1990 (cont.)
  - Em dezembro no dia 6, são desembarcadas na Arábia Saudita as primeiras forças do VII corpo de exército norte-americano, provenientes da Alemanha.[45]
- 1991
  - Em janeiro no dia 9, James Baker e Tariq Aziz, responsáveis máximos das relações exteriores dos Estados Unidos e Iraque respetivamente, encontram-se em Genebra tentando encontrar uma solução pacífica.[45]
  - Janeiro dia 16, pelas três horas locais (7 horas EST, costa leste dos EUA) é iniciada a campanha aérea, com os primeiros ataques a serem efetuados por aeronaves da coalizão e mísseis de cruzeiro dos Estados Unidos, contra alvos no Iraque e no Kuwait, após o "terminus" do prazo para a retirada voluntária, às 24 horas do dia anterior.[44][46] [nota 3]
  - Janeiro dia 17, Saddam Hussein declara o conflito em curso como a mãe de todas as batalhas.[46]
  - Janeiro dia 18, primeiro míssil Scud atinge Israel.[45]
  - Em fevereiro no dia 3, na campanha aérea são alcançadas as 40,000 missões, 10,000 mais que as efetuadas contra o Japão nos últimos 14 meses da Segunda Guerra Mundial.[46]
  - Fevereiro dia 24, início da campanha terrestre conhecida como operação Desert Storm. Por decisão do General Norman Schwarzkopf a iniciativa é antecipada 15 horas.[45]
  - Fevereiro dia 25, as tropas Iraquianas iniciam a retirada.[46] Um míssil Scud atinge, tropas americanas aquarteladas em Al Khobar na Arábia Saudita, morrem 28 soldados e 98 são feridos.[45]
  - Fevereiro dia 27, forças da coalizão interrompem o avanço e declaram um cessar-fogo unilateral, 100 horas após o início das hostilidades em terra.[44]
  - Em março no dia 3, é assinado formalmente o acordo de cessar-fogo com os representantes oficias Iraquianos.[43]

### Iniciativas de resolução do conflito por via diplomática
Consumada a invasão, a primeira reação de oposição aos acontecimentos não veio do mundo Árabe como seria esperado. Os Estados Unidos, que de imediato congelou os bens kuwaitianos em território norte-americano para evitar que os iraquianos os usassem, e o Reino Unido, são os primeiros a reagir, logo seguidos pela Alemanha, França e Japão. Reunido de urgência dada a gravidade dos fatos, o Conselho de Segurança das Nações Unidas, aprova a resolução 660 com 14 votos a favor e a abstenção do Iêmen, condenando veementemente a invasão e exigindo a retirada imediata e sem condições, repondo a situação anterior à agressão militar. Pela primeira vez e em consequência do degelo verificado nas relações internacionais, mas também porque os seus líderes se encontra entretidos a desmantelar uma super-potência, a ainda União Soviética vota incondicionalmente ao lado das potências ocidentais. Em 3 de agosto, a Liga Árabe aprovou sua própria resolução, exigindo que a solução do conflito fosse feita dentro da própria liga e pediu que não houvesse qualquer interferência externa. O Iraque e a Líbia foram as únicas nações árabes a se opor a resolução do grupo que pedia a retirada completa das tropas de Saddam do Kuwait. A OLP (Organização para a Libertação da Palestina) também se opôs e afirmou apoiar Hussein. O Iêmen e a Jordânia, apesar de aliados do ocidente, se opuseram a interferências ocidentais nos assuntos internos da região. O Sudão também afirmou apoiar Saddam.
Em 12 de agosto de 1990, Saddam propôs resolver todas as "ocupações" na região simultaneamente. Ele afirmou que Israel deveria se retirar dos territórios palestinos, do sul da Síria e do Líbano, e também pediu para que o governo sírio retirasse suas tropas do território libanês. Ele também exigiu a retirada das forças americanas da Arábia Saudita e sugeriu que ela fosse substituída por uma "força árabe", desde que não envolvesse o Egito. Saddam terminou pedindo o fim dos embargos e boicotes contra ele, e que as relações dos países com o Iraque fossem normalizada. Desde o início da crise, o presidente americano Bush negou qualquer tipo de ligação entre o que estava acontecendo no Kuwait e o problema palestino.
Em 23 de agosto, Saddam apareceu na televisão estatal do seu país ao lado de reféns ocidentais, cujo visto de saída havia sido negado pelo governo de Bagdá. No vídeo, ele parecia do lado de Stuart Lockwood, uma criança britânica e perguntou se ele estava recebendo seu leite. O presidente iraquiano esperava usar estes reféns como escudos humanos em local de bombardeios. Eventualmente eles foram libertados, antes do começo das hostilidades.
Eventualmente, os Estados Unidos e seus aliados firmaram-se em sua posição de que não haveria negociação com o Iraque e que não ouviriam qualquer uma de suas queixas, a não ser que eles se retirassem incondicionalmente do Kuwait. O secretário de Estado americano James Baker se encontrou com o ministro de Saddam, Tariq Aziz, em Genebra, na Suíça, no começo de 1991, e os dois conversaram por alguns minutos mas nenhuma proposta foi feita.

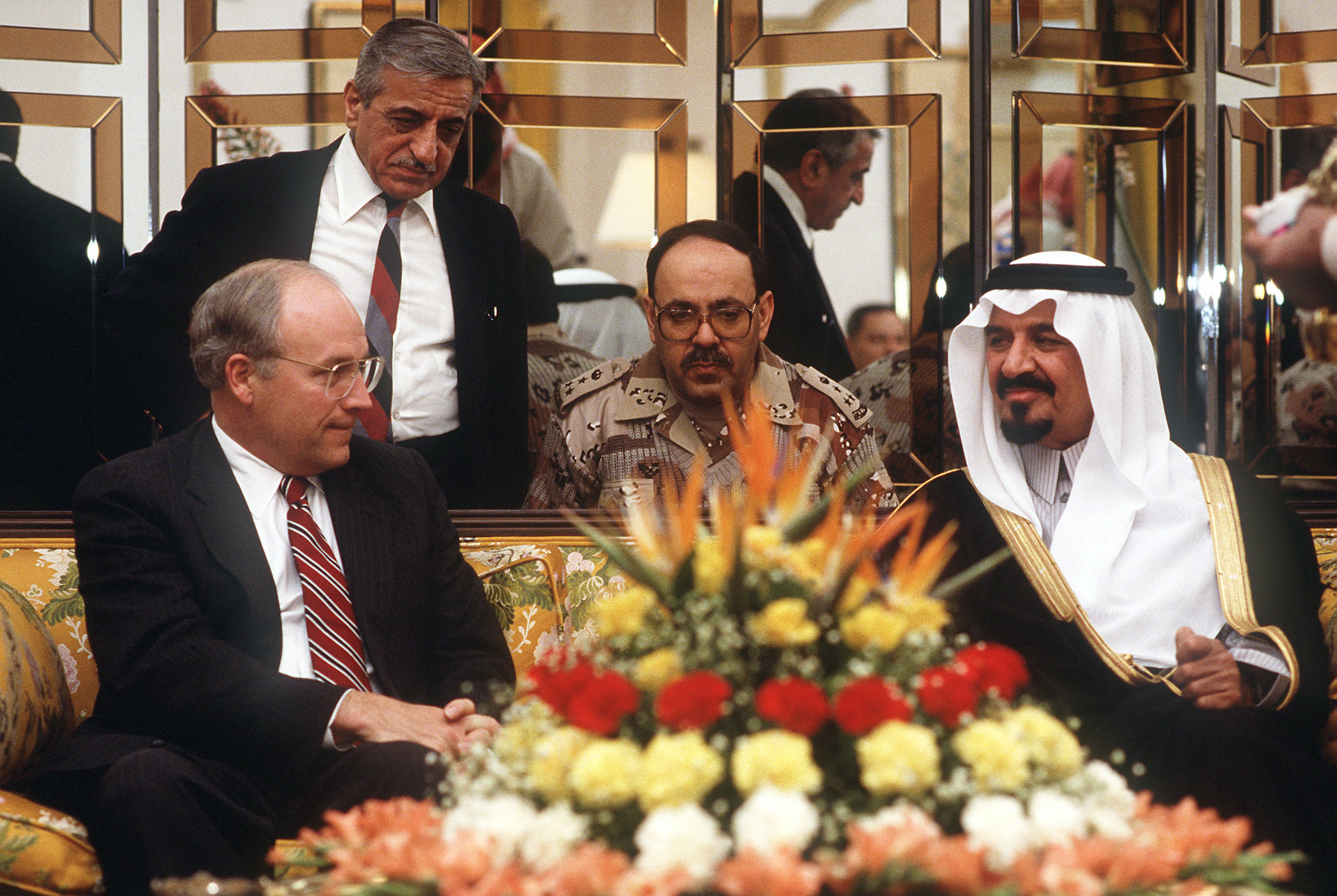
O então secretário de defesa americano, Dick Cheney, e o ministro saudita, Príncipe Sultão, se reunindo em dezembro de 1990

Em 29 de novembro de 1990, o Conselho de Segurança da ONU aprovou a Resolução 678 que dava ao Iraque até o dia 15 de janeiro de 1991 para retirar suas tropas do Kuwait. Em caso de recusa, os países membros da Coalizão teriam autoridade para usar "todos os meios necessários" para remover as forças iraquianas do território kuwaitiano.

### As razões para a intervenção militar da coalizão
Os Estados Unidos e a ONU deram várias justificativas para seu envolvimento no conflito, sendo o que mais ecoou foi a violação da integridade territorial do Kuwait. Além disso, os americanos queriam apoiar a Arábia Saudita, seu mais importante aliado na região e um importante produtor de petróleo. Logo após a invasão iraquiana do Kuwait, o secretário de defesa americano, Dick Cheney, fez a primeira de várias visitas a Arábia Saudita. Durante um discurso feito perante o Congresso, em 11 de setembro de 1990, o presidente George H. W. Bush dissertou sobre os motivos da guerra: "Em três dias, 120 000 soldados iraquianos e 850 tanques invadiram o Kuwait e ameaçaram a Arábia Saudita. Foi ai que decidi agir contra esta agressão".
Outras justificativas, que pesaram na opinião pública no ocidente, foram as constantes violações de direitos humanos e abusos cometidos pelas forças de Saddam Hussein. Também era reportado o uso de armas químicas e biológicas, que o ditador iraquiano havia usado em larga escala contra os iranianos durante o conflito anterior e contra os curdos no norte, durante a Operação Al-Anfal.

## Preparações

### Operação Escudo do Deserto

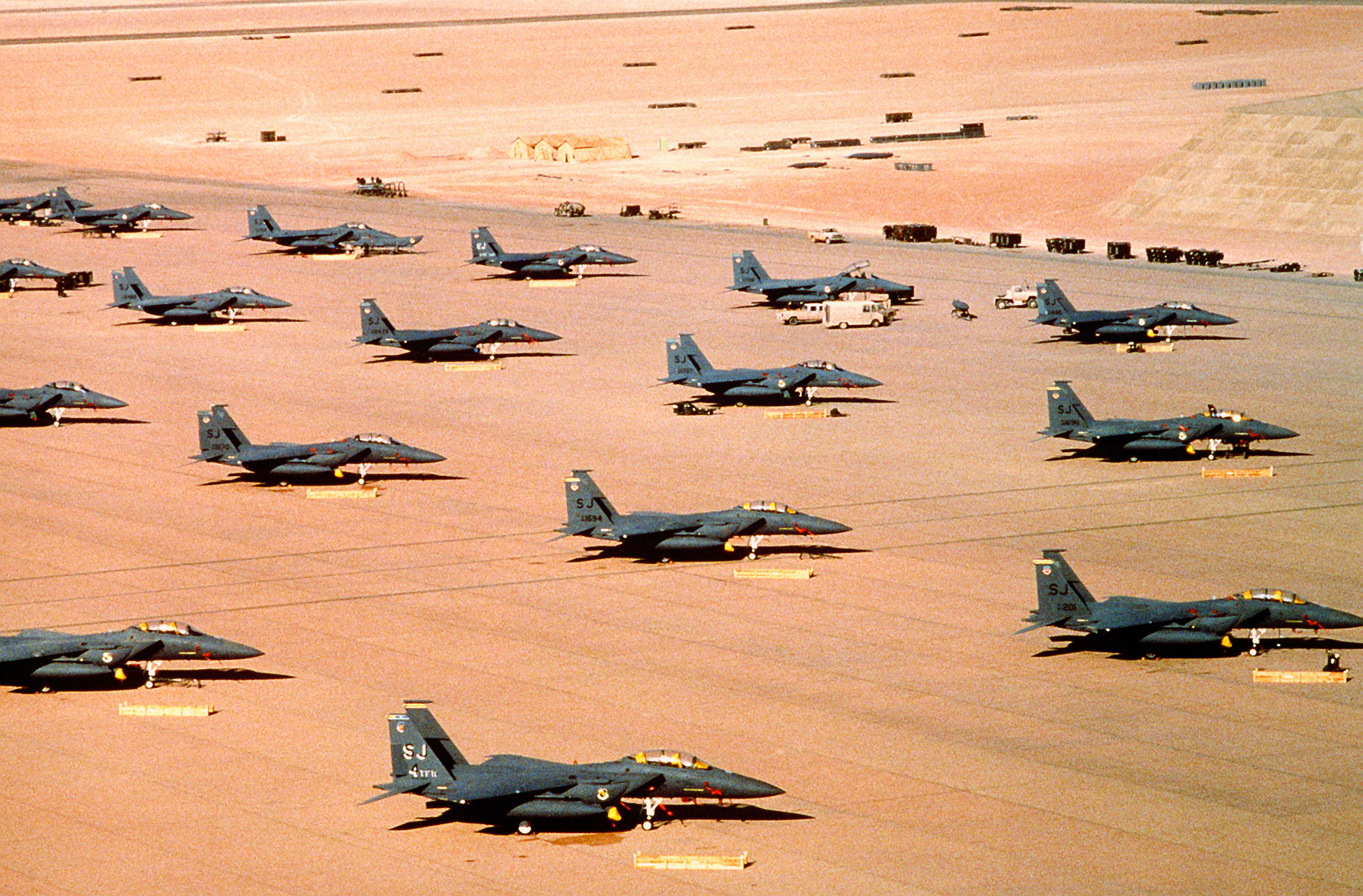
Caças F-15Es americanos estacionados na Arábia Saudita durante a Operação Escudo do Deserto

Uma das principais preocupações da Coalizão era proteger a Arábia Saudita. Após a conquista do Kuwait, o exército iraquiano estava extremamente perto dos campos de petróleo sauditas. Se esses campos fossem tomados, juntos com os dos kuwaitianos, e as reservas que o Iraque tinha, isso daria a Saddam controle da maioria das reservas do petróleo do mundo. Os iraquianos tinham várias queixas com os sauditas. A Arábia Saudita havia emprestado US$ 26 bilhões para o Iraque lutar contra o Irã. Os sauditas haviam apoiado os iraquianos durante este conflito pois eles temiam o avanço da influência da revolução xiita iraniana e havia o receio que as populações xiitas em países governados por sunitas (como o Iraque e a Arábia Saudita) se rebelassem também. Depois da guerra, Saddam acreditava que ele não devia pagar de volta o valor que lhe foi emprestado, pois ele já havia feito muito lutando na árdua guerra contra o Irã.
Após a invasão do Kuwait, Saddam começou a atacar verbalmente os sauditas. Ele dizia que o governo saudita, apoiado pelos americanos, eram os guardiões ilegítimos e não dignos das cidades sagradas de Meca e Medina. Estranhamente, o ditador iraquiano acabava usando os mesmos argumentos anti-sauditas que o Irã usava.

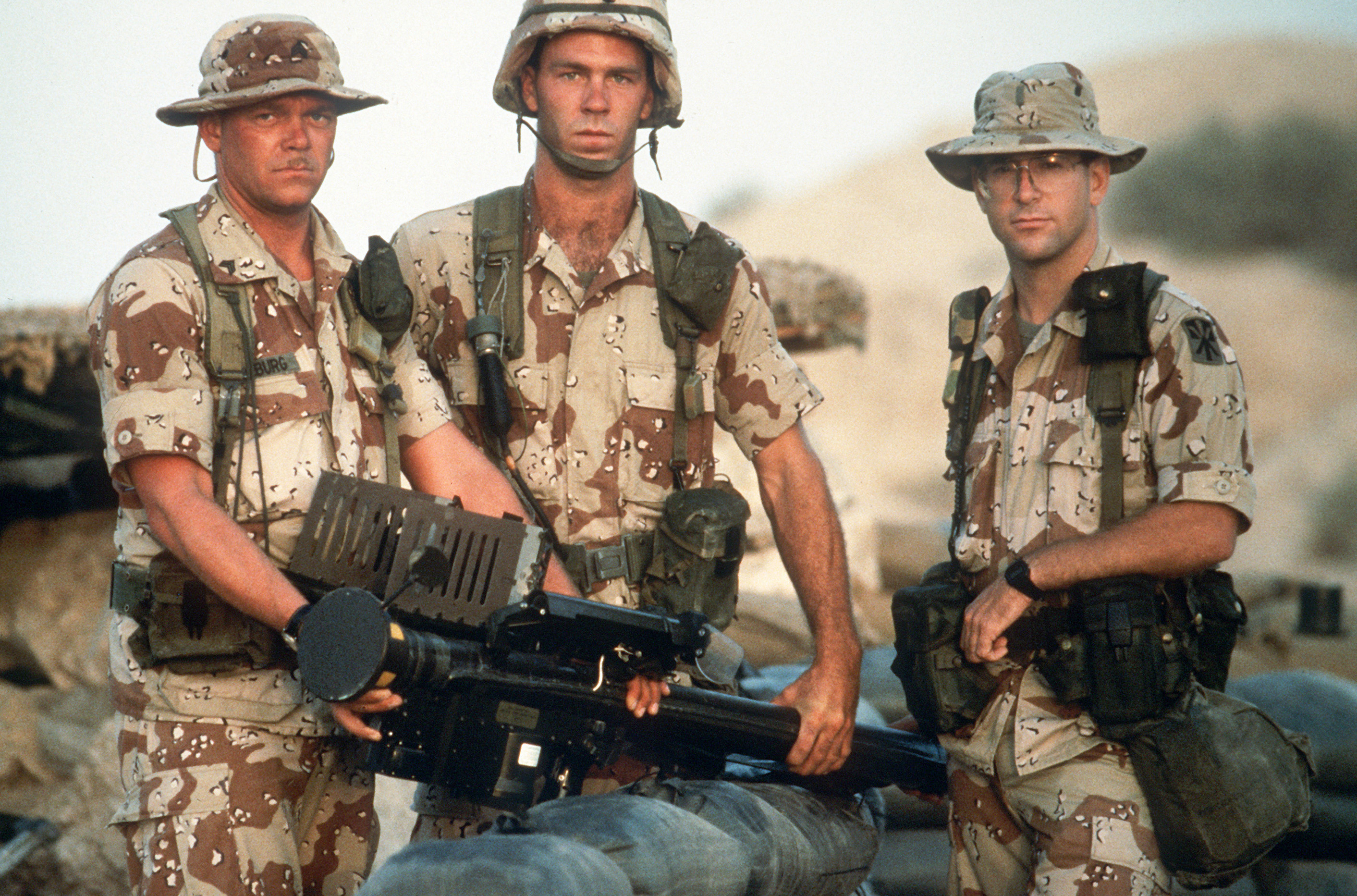
Soldados do exército dos Estados Unidos em uma posição defensiva na fronteira iraquiana

Usando partes da doutrina Carter e com medo de que as forças iraquianas pudessem atacar a Arábia Saudita, o presidente americano George H. W. Bush anunciou que os Estados Unidos haviam lançado uma "missão defensiva" para proteger o território de seus aliados sauditas. A missão fora chamada de "Operação Desert Shield" ("Escudo do Deserto"). Tal operação começou oficialmente a 7 de agosto de 1990 quando as primeiras tropas americanas desembarcaram na Arábia Saudita, com a bênção do Rei Fahd, que já havia pedido por assistência militar americana. No dia seguinte, o Iraque declarou o Kuwait como a 19ª província do país e Saddam então nomeou seu primo, Ali Hassan Al-Majid, como seu governador militar.
No começo de agosto, a Marinha dos Estados Unidos despachou para o Golfo dois grupos de combate naval, cada um liderado por um super porta-aviões: o USS Dwight D. Eisenhower e o USS Independence. Dois couraçados, o USS Missouri e o USS Wisconsin também foram deslocados para a região. Um total de 48 caças F-15 da força aérea americana foram enviados para a Arábia Saudita e imediatamente começaram a patrulhar a fronteira saudita-iraquiana. Uma força adicional de 36 F-15s A-Ds foram despachados. Esse último grupamento ficou estacionado na base aérea de Al Kharj, a cerca de uma hora de Riade. Durante a guerra, essas aeronaves seriam responsáveis por abater pelo menos 11 caças inimigos em combate. Também havia dois esquadrões da Guarda Aérea Nacional americana em Kharj, compostos de 24 F-16s que voariam mais de 2 000 horas em missões de combate e disparariam quase duas toneladas de munição. Outros 24 F-16s foram enviados e executaram missões de bombardeio, principalmente. O número de militares em solo foi gradativamente aumentando, chegando a 543 000 soldados, um número duas vezes maior que o usado na invasão do Iraque em 2003.
As Forças Armadas norte-americanas possuem cinco comandos principais, os quais coordenam a projeção de forças em regiões específicas do globo. A área do Golfo Pérsico está atribuída ao US Central Command (CENTCOM - Comando central), a que correspondem de grosso modo: O Iraque, Irã, Kuwait, toda a península Arábica, Egito, Etiópia, Somália, Paquistão e Afeganistão.

Formado em 1979, quando o Irã passou a ter o estatuto de país hostil, na sequência da crise dos reféns da embaixada norte-americana, não tinha ainda forças militares atribuídas aquando do pedido de ajuda Saudita / operação Desert Shield, pelo que foi necessário um esforço adicional, para juntar uma força massiva em meios humanos e material bélico, vindos das mais díspares localizações, um pouco por todo o mundo.

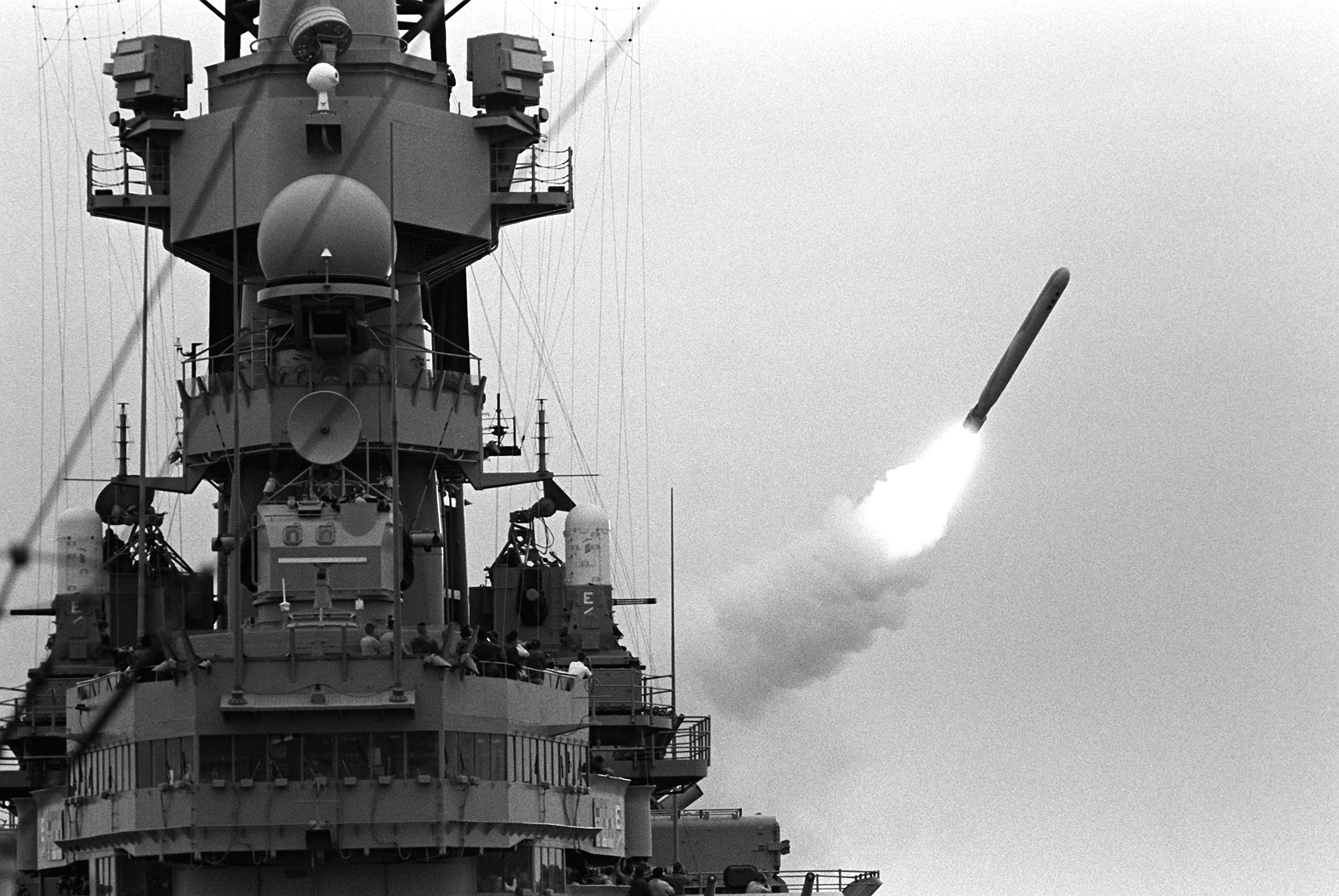
O USS Missouri disparando um míssil Tomahawk durante a Guerra do Golfo

Devido à excelência do treino das brigadas de combate norte-americanas, intimamente ligada à indispensável flexibilidade de emprego nos mais diversos teatros de operações, a quase totalidade das forças possuíam um ou mais treinos de combate em ambiente de deserto.

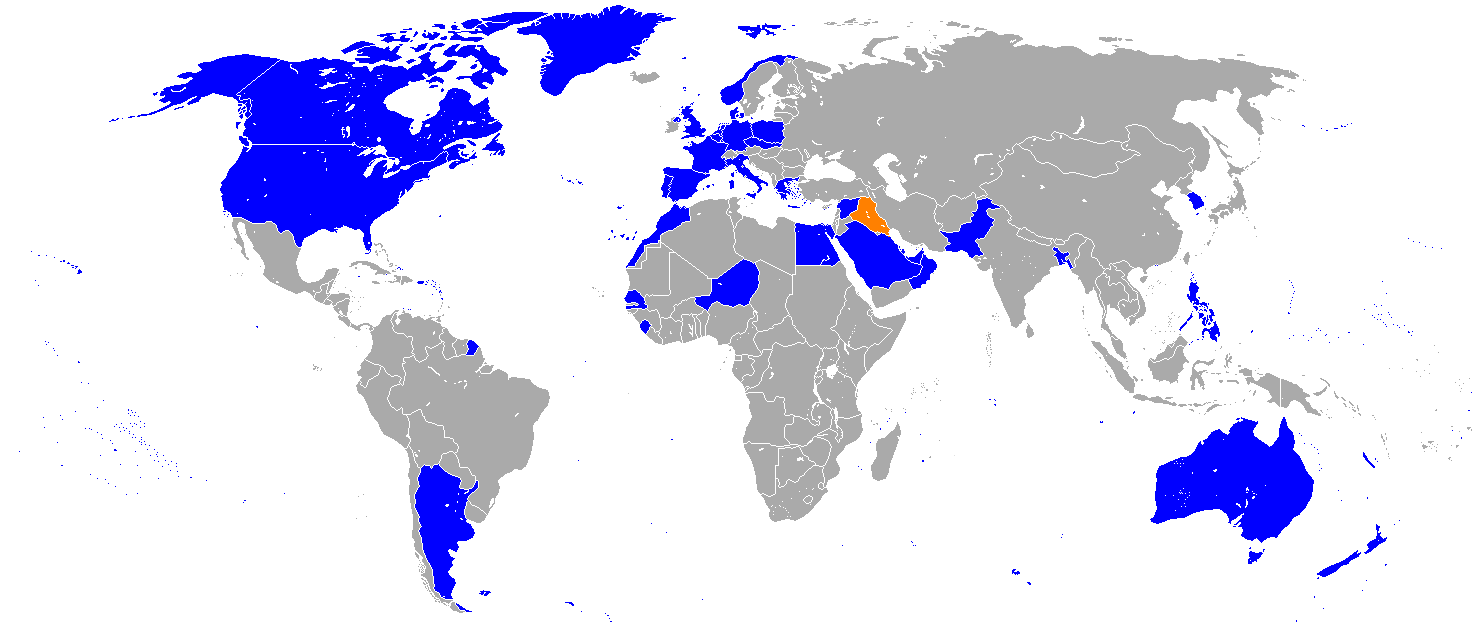
Em azul, os países da Coalizão que enviaram tropas ou equipamentos para o Oriente Médio para confrontar o Iraque (que está em laranja)

Em 1990, o exército americano, que havia ficado desmoralizado e em ruínas duas décadas antes após a Guerra do Vietnã, reinventou-se para reconstruir-se assente numa força totalmente voluntária e altamente profissionalizada com uma liderança mais forte e mais competente, além de uma nova doutrina e um treino mais realista, capaz de combater qualquer inimigo em qualquer parte do mundo. Enquanto o exército exibia novos equipamentos (como o tanque de guerra M1 Abrams) e novas táticas de infantaria, a força aérea também trazia novas armas para o campo de batalha. Bombas inteligentes lançadas de aviões furtivos F-117 causaram grande devastação no Iraque durante a guerra, sendo que como esta aeronave era quase invisível a radar os iraquianos não conseguiram retaliar de forma eficiente. Já a marinha, usou pela primeira vez em larga escala os letais e avançados mísseis de cruzeiro BGM-109 Tomahawk. Para proteger seus aliados de foguetes disparados do Iraque, os Estados Unidos também usaram pela primeira vez as baterias antiaéreas MIM-104 Patriot. Novas tecnologias de guerra eletrônica também foram utilizados.
O deslocamento de navios da marinha dos Estados Unidos para a área do Golfo Pérsico, foi sem dúvida uma complexa demonstração de projeção de poder marítimo e a maior concentração de unidades navais com um único objetivo, até então. Adquirida a supremacia naval contra uma marinha sem significado, o seu contributo mais valioso e de enorme importância estratégica, foi de convencer o comando militar Iraquiano, de que um grande desembarque anfíbio estaria prestes a ocorrer, o que nunca veio a acontecer, obrigando à dispersão de importantes forças, para proteção do espaço costeiro. Para o sucesso desta ilusão, foi de importância capital a demonstração da presença entre as forças navais da coalizão, dos 2 200 marines da 26.ª força expedicionária de fuzileiros e todo o seu equipamento pesado, incluindo as aeronaves de apoio, assalto e suporte ao combate, a bordo de cinco importantes navios de assalto anfíbio. Também foi dado um ênfase significativo à recolha e desativação de minas (dragagem de minas), atitude que não era vista desde a segunda guerra mundial, mas que foi necessária devido à minagem de águas internacionais efetuada pela marinha Iraquiana, na tentativa de bloquear os principais corredores de acesso à sua costa.

### Iraque
Na véspera da invasão do Kuwait, o exército iraquiano tinha um milhão de homens em armas. No total, havia à disposição cerca de 47 divisões de infantaria, mais 9 divisões blindadas e várias brigadas mecanizadas. Além disso, ainda havia as doze divisões da Guarda Republicana. Esse alto número de tropas não se convertia necessariamente em qualidade, já que a maioria destes combatentes eram conscritos recém recrutados com pouco treinamento formal, enquanto os veteranos estavam fatigados depois de oito anos de guerra contra o Irã. Além disso, Saddam Hussein não confiava nos oficiais do seu exército. Durante a guerra anterior, ele mandou executar vários generais e oficiais (alguns notavelmente competentes).

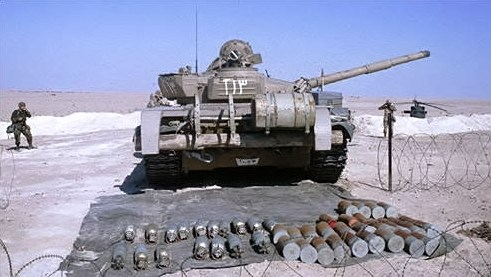
Um tanque T-72 iraquiano capturado pelos aliados durante o conflito

Na guerra contra o Irã, as forças de Saddam foram supridas com enormes quantidades de armas vindas da União Soviética, da China, dos Estados Unidos, do Brasil e de vários outros países. Embora bem armado por este fator, isso fez também com que os equipamentos usados pelo exército iraquiano não fossem padronizados, criando uma força não homogênea e, por consequência, pouco eficiente. As unidades da Guarda Republicana eram as mais bem preparadas e mais bem pagas e, por isso, eram também as mais leais. O restante das tropas era mal equipado (como o exército era grande demais, faltava equipamentos modernos para todos) e também havia o problema da falta de motivação. A maioria das unidades mecanizadas do exército possuíam tanques velhos de segunda mão, muitos importados da China, como o Type 59 e o Type 69, e outros eram blindados fabricados na antiga União Soviética entre as décadas de 1950 e 70, como os tanques T-55 e T-72. Tais tanques não estavam equipados com tecnologia muito moderna, como visão noturna ou mira a laser teleguiada, o que fazia o maquinário iraquiano muito ultrapassado, se comparado aos do Ocidente, limitando sua capacidade e performance no campo de batalha moderno. Do outro lado, os Aliados possuíam modernos tanques de guerra, como o M1 Abrams americano e o Challenger 1 britânico. Além disso, as forças da Coalizão tinham aeronaves superiores tecnologicamente e em maior quantidade, além de um exército mais bem equipado e melhor treinado, no geral.
As tripulações dos blindados iraquianas usavam ultrapassadas e velhas munições de penetração contra as modernas blindagens Chobham usadas por tanques americanos e ingleses. O resultado foi desastroso, com veículos aliados sendo atingidos por tiros esporádicos e sobrevivendo, enquanto os tanques iraquianos eram massacrados. Além disso, havia problemas no comando central. Os oficiais do exército de Saddam não tinham muitas capacidades técnicas e, como não também tinham tanta liberdade operacional de tomar decisões (a estratégia era feita por Hussein), isso deixava as forças iraquianas sem a habilidade de se adaptar a novos cenários no campo de batalha moderno. Além disso, Saddam não antecipou o poderio aéreo das forças aéreas aliadas, quando aviões, especialmente americanos e britânicos, destruíam postos de controle e comunicação, que limitava a capacidade iraquiana de montar uma defesa coesa.

### Formação da Coalizão
O consenso internacional sobre a gravidade da agressão de Saddam Hussein e a aceitação de que o os Estados Unidos eram a peça fundamental na elaboração da resposta, na liderança militar e nos esforços necessários para manter unida uma aliança de países sem precedentes na história mundial, galvanizou as nações a agir rapidamente e em força.
Para garantir apoio econômico, James Baker, o secretário de Estado americano, viajou para dezenas de países. A Arábia Saudita foi o primeiro país a ser visitado e rapidamente concordou em, não só apoiar financeiramente, mas também disponibilizar seu território para as forças da Coalizão. Egito, Síria e Omã foram os outros países do Oriente Médio a apoiar os americanos. Várias nações da Europa ocidental, como Portugal, Espanha, Itália e, principalmente, o Reino Unido, também enviaram ou tropas ou equipamentos para a linha de frente. Ao todo, 34 países participaram da Coalizão, em algum nível. Esta foi a maior coalizão militar reunida desde a Segunda Guerra Mundial. Algumas nações, como Japão e Alemanha preferiram fazer contribuições financeiras, ajudando com US$ 10 bilhões e US$ 6,6 bilhões, respectivamente. No geral, cerca de 73% das 956 600 tropas da Coalizão enviadas para combater o Iraque eram dos Estados Unidos.

## Batalhas iniciais

### Campanha aérea

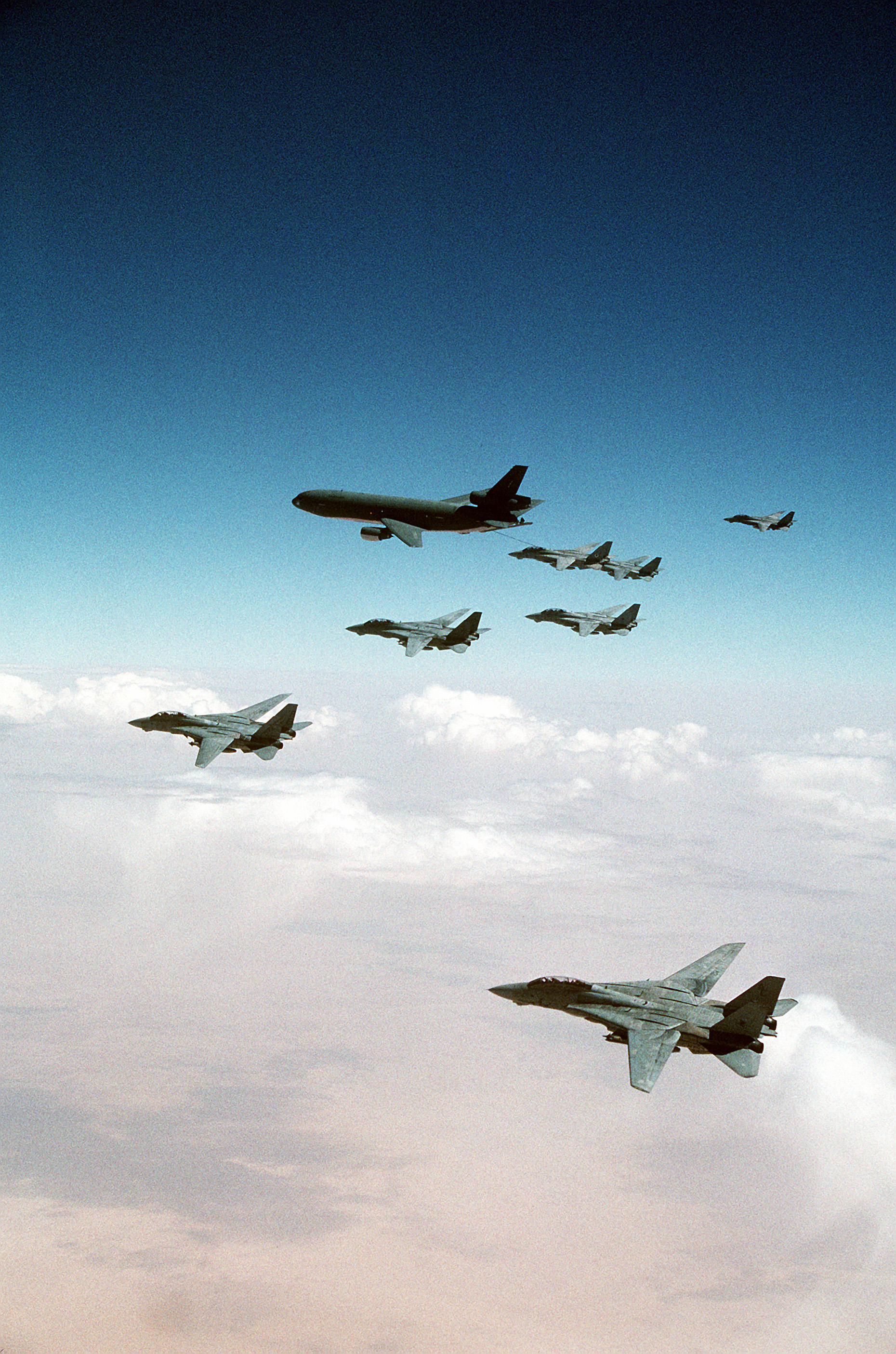
Caças F-14 americanos e um avião de abastecimento KC-10 sobrevoando o Golfo Pérsico durante o conflito

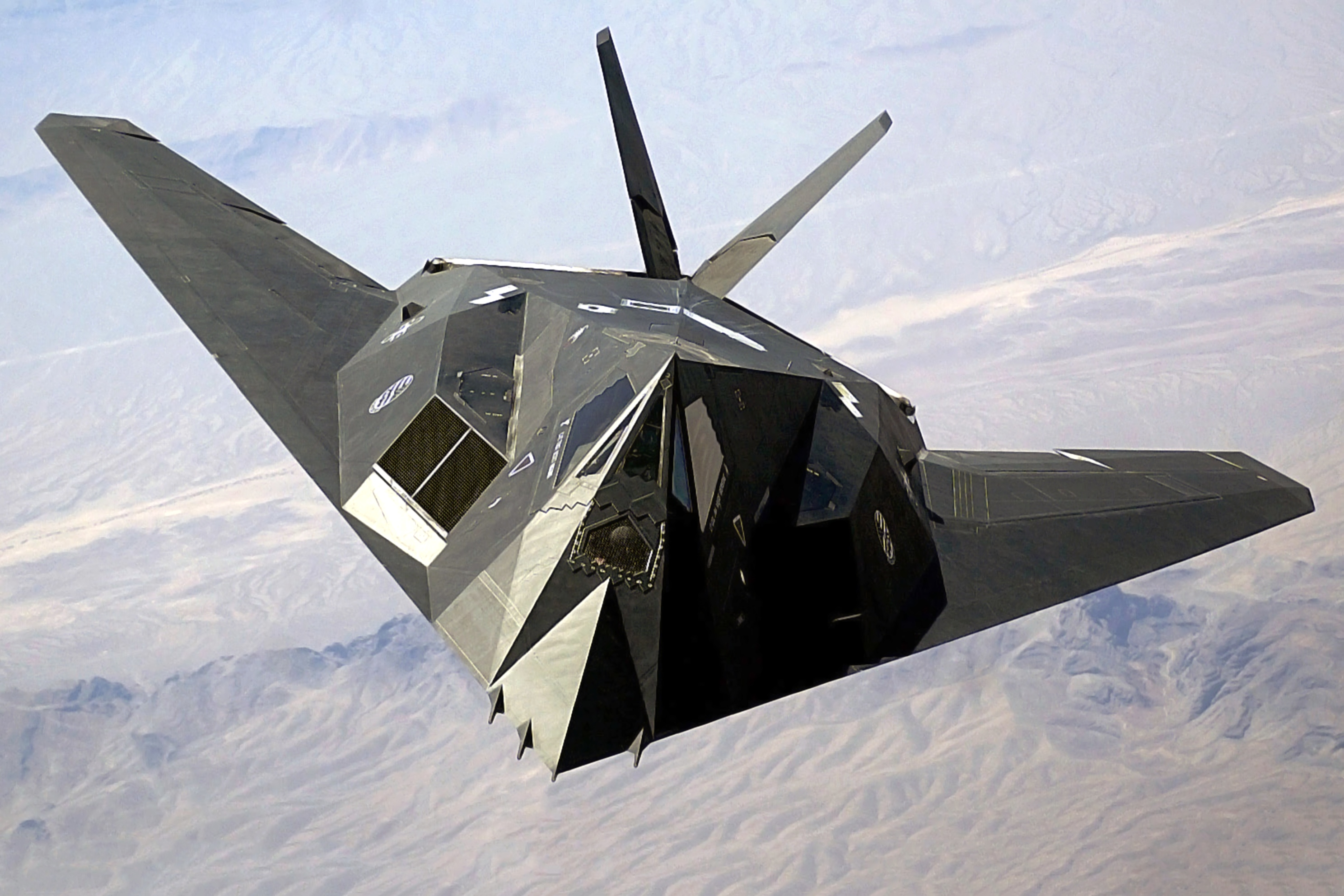
Um avião stealth F-117 Nighthawk, de fabricação estadunidense

A guerra começou com uma enorme campanha de bombardeios aéreos em 17 de janeiro de 1991. Durante 42 dias e noites consecutivos, as forças da coalizão submeteram o Iraque a um dos bombardeios aéreos mais intensos da história militar. Foram mais de 100 mil ataques e surtidas, com pelo menos 88 500 toneladas de bombas lançadas pelo ar e destruiu rapidamente a infraestrutura militar do Iraque, causando danos colaterais também, atingindo a infraestrutura civil do país. A campanha aérea foi comandada pelo general Chuck Horner.
Um dia após passar da data limite estimado pela Resolução 678 da ONU exigindo a retirada das tropas iraquianas do Kuwait, as forças da Coalizão lançaram uma maciça campanha aérea contra o Iraque, dando início então a "Operação Tempestade no Deserto" (Desert Storm). A primeira prioridade era destruir a força aérea iraquiana e suas instalações de defesa antiaérea. A maior parte das surtidas saíram de bases na Arábia Saudita ou dos porta-aviões da Coalizão no Golfo Pérsico e no Mar Vermelho.
Os alvos seguintes dos aviões e mísseis de cruzeiro da Coalizão eram as instalações de comando e comunicação das forças de Saddam. O ditador iraquiano pessoalmente comandava cada aspecto da estratégia do seu exército e decisões espontâneas por parte dos oficiais eram desencorajadas. Com seus prédios de comunicação e postos de escuta destruídos acabou por limitar a capacidade das forças iraquianas de reagir.
A terceira fase dos bombardeios foi a maior. Ataques aéreos foram lançados contra alvos de importância militar, no Iraque e também no Kuwait. Os principais alvos foram as bases de lançamento de mísseis Scud, depósitos de munição e centros de pesquisa e fabricação de armas. Cerca de um terço dos ataques aéreos por parte dos aviões da coalizão foram contra os Scuds, que eram lançados de bases móveis e por isso eram difíceis de localizar. Forças especiais britânicas e americanas invadiram o oeste do Iraque para ajudar na localização e destruição de tais plataformas de lançamento.
As defesas antiaéreas iraquianas, incluindo armas pequenas, canhões e foguetes, foram considerados ineficazes, na maioria do tempo. Cerca de 75 aeronaves teriam sido perdidas durante as mais de 100 000 surtidas aéreas, 44 destas perdas foram por fogo iraquiano (dois, na verdade, aconteceram quando aviões da coalizão se chocaram no chão durante manobras para escapar de tiros disparados pelo inimigo). Apenas uma aeronave aliada foi perdida em combate com caças iraquianos. Em comparação, as perdas aéreas sofridas pelo Iraque foram altíssimas, com diversos aviões sendo abatidos ou destruídos no solo.

### Retaliação Iraquiana (PatriotvsScud)
No terço final da guerra Irã-Iraque o uso de mísseis balísticos foi uma prática comum, assim seria de esperar que também na guerra do golfo o seu uso fosse inevitável. Pela primeira vez num conflito armado é empregado o míssil MIM-104 Patriot  na defesa antimíssil balístico. Esta arma cuja função original é a interceção de aeronaves a longa distância e grande altitude, foi submetida desde 1988 a um programa de atualizações conhecido  como PAC-1 (Patriot Advanced Capability-1),  que lhe conferiu uma capacidade limitada contra mísseis balísticos. Era no entanto a arma mais eficaz ao dispor das forças da coalizão para enfrentar a ameaça representada pelas variantes de construção local dos mísseis Scud B (designação Russa, R-11 até R-17) e FROG-7 (designação Russa, 9K52 Luna-M), tendo sido usadas diversas baterias para defender cidades, bases militares com grande concentração de meios terrestres ou aéreos e ainda possíveis alvos com grande valor estratégico.
A evolução da estratégica

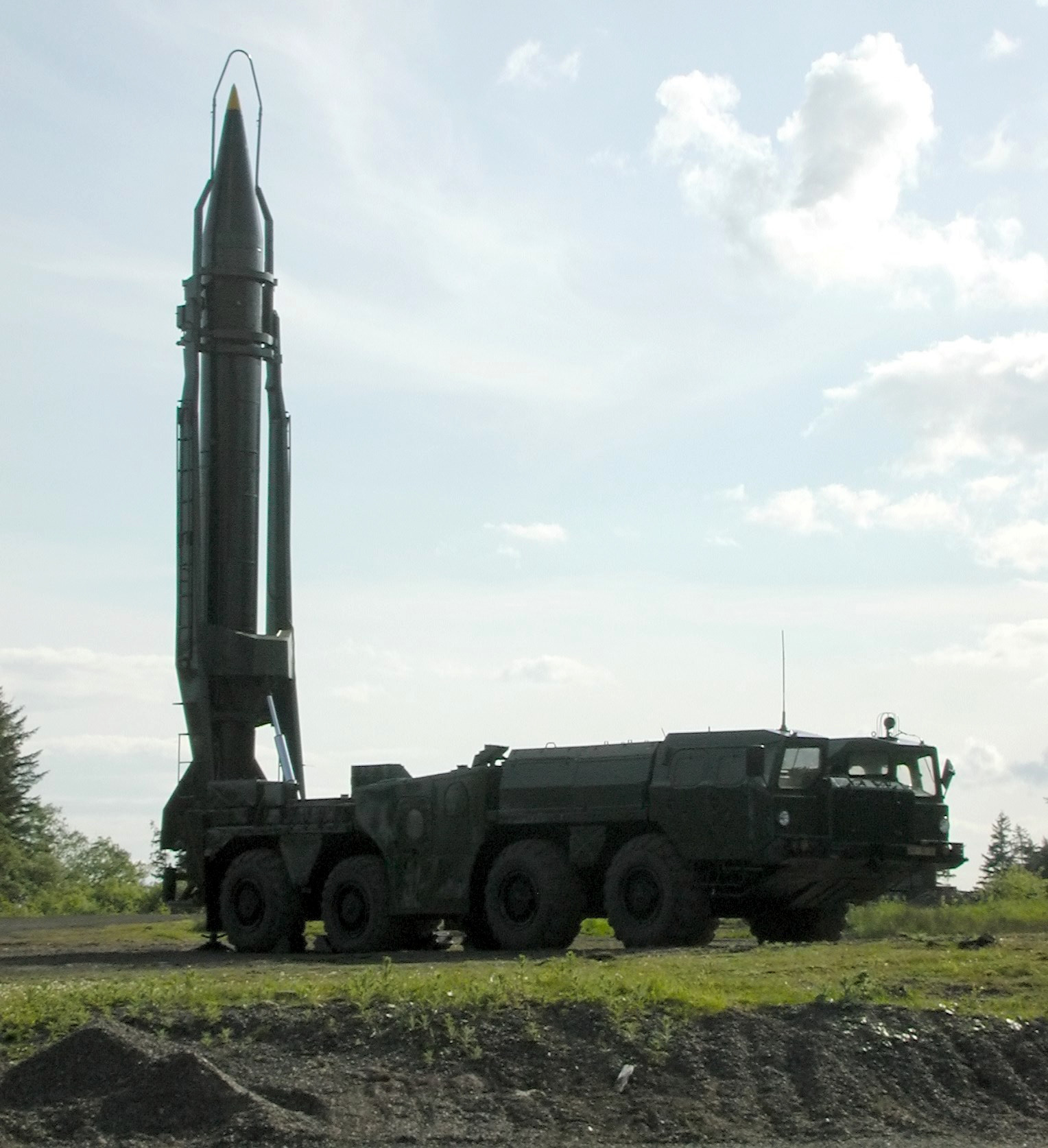
O míssil Scud, de fabricação soviética, modelo usado pelos iraquianos

Saddam Hussein contava poder abrir brechas significativas na coalizão de forças internacionais formada para reverter a anexação do Kuwait, com o lançamento de mísseis balísticos contra território israelita, reforçando a suas credenciais como o único líder árabe capaz de afrontar e lutar contra o inimigo sionista. Saddam ao admitir ainda como muito provável o ataque a Israel, se as hostilidades fossem desencadeadas, colocava a liderança norte-americana sobre pressão, se por um lado as Forças de Defesa de Israel eram por si só capaz de lidar com a ameaça iraquiana, nunca até então tinha deixado de responder na mesma moeda a um ataque contra o seu território, o que a acontecer iria no mínimo e indubitavelmente provocar desunião no seio da coalizão, talvez mesmo transformar uma guerra de libertação num conflito entre diversos países árabes e Israel. Por intervenção expressa de George H. W. Bush, foi determinado que medidas sem precedentes fossem implementadas para persuadir os líderes israelenses a não exercer o direito de responder com fogo os ataques. Entre as quais, houve a garantia do próprio presidente de que os sistemas de lançamento de mísseis Scud seriam um alvo prioritário, o estabelecimento de uma linha de comunicações direta, facilitando o contato imediato e frequente, o aviso de alerta antecipado de ataque por míssil, o qual proporcionava à população cinco minutos para recolherem de emergência aos abrigos antes do impacto acontecer, ainda a deslocação da Europa de quatro baterias de mísseis MIM-104 Patriot e respetivos operadores do exército norte-americano, implementadas em tempo recorde.
A ameaça e a caça
O Iraque possuía duas versões de mísseis R-17 (Scud B) no seu inventário, o al-Hussein com um alcance de 600 a 650 Km e o al-Abbas que tinha um alcance de 750 a 900 Km, ambas as versões eram modificações iraquianas do original míssil soviético, consistiam essencialmente na redução de peso da carga explosiva e no aumento da taxa de queima do combustível, resultando em maior alcance, mas menor letalidade, menor precisão e menos confiabilidade que o modelo original. Deixou de ser uma eficaz arma tática, passou a ser uma útil arma de terror, derivado de não se conhecer antecipadamente o local exato do impacto, nem o tipo de ogiva transportada, a qual podia ser convencional de alto explosivo, bacteriológica ou química.

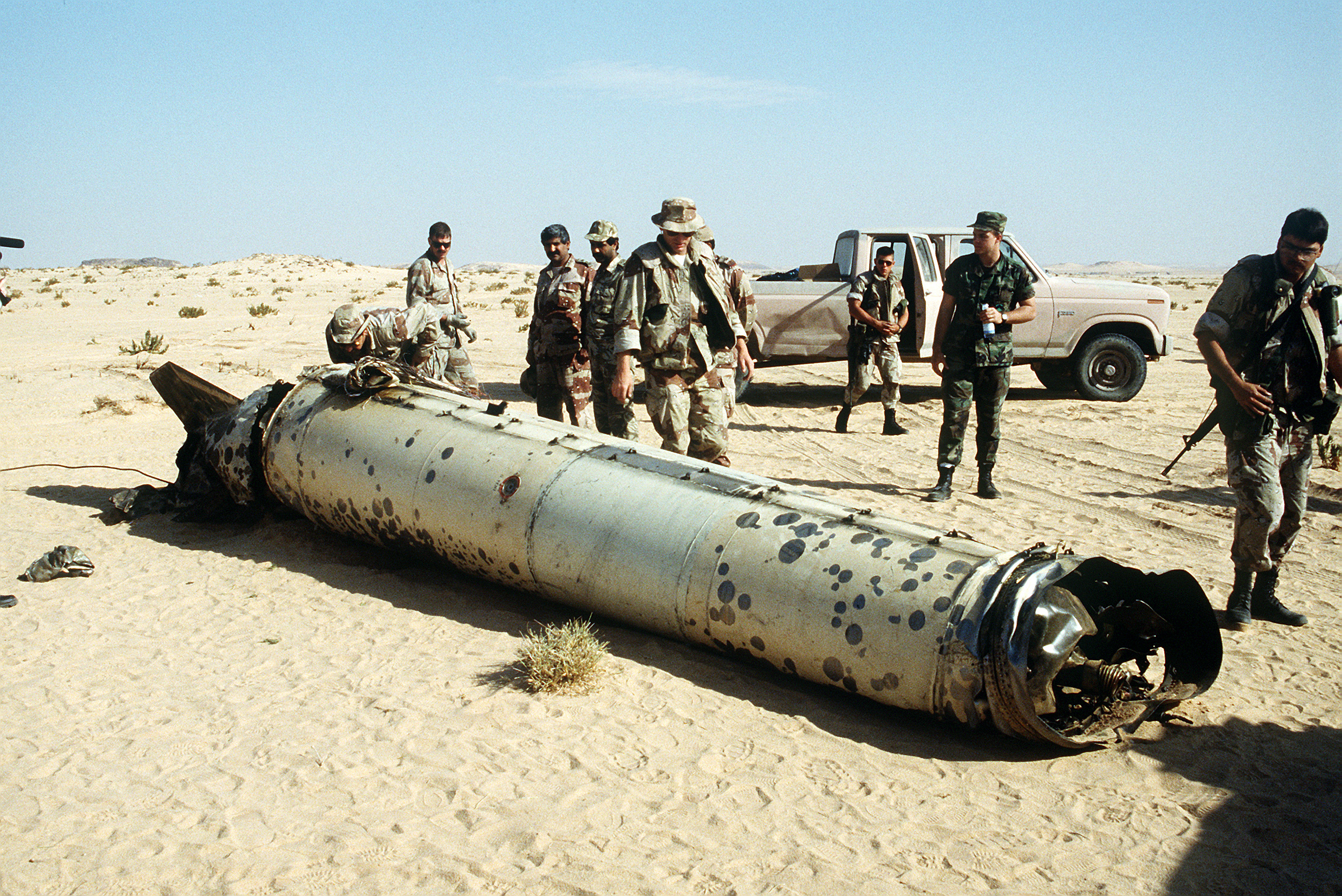
Restos de um míssil Scud iraquiano abatido por uma bateria de defesa Patriot

Os serviços de informação forneceram uma estimativa, que se provou estar errada e mal avaliada, da existência de 600 mísseis Scud e suas variantes, 36 lançadores móveis e 28 rampas de lançamento fixas no oeste do país, mais algumas rampas usadas para propósitos de treino, junto de instalações de manutenção ou de produção dos mísseis. Embora o esforço inicial para destruir os locais de produção e de assistência aos mísseis, tenha sido coroado de êxito, o mesmo não aconteceu no que diz respeito às rampas de lançamento fixas, que aparentemente não foram usadas, servindo como isco para os bombardeamentos da coalizão ajudando a criar a ilusão, após serem destruídas, de que a capacidade retaliatória Iraquiana tinha sido severamente diminuída. Na verdade a aposta iraquiana, contra todas as expetativas, recaiu inteiramente nos lançadores móveis, que se mostraram bem difíceis de localizar e destruir. Como resultado, a esperança inicial dos oficiais militares de colocarem fora de ação, ou reduzirem significativamente, a ameaça representada pelo lançamento de mísseis balísticos contra Israel, Arábia Saudita e Bahrein, durante as primeiras horas da campanha aérea, provou ser uma ilusão.

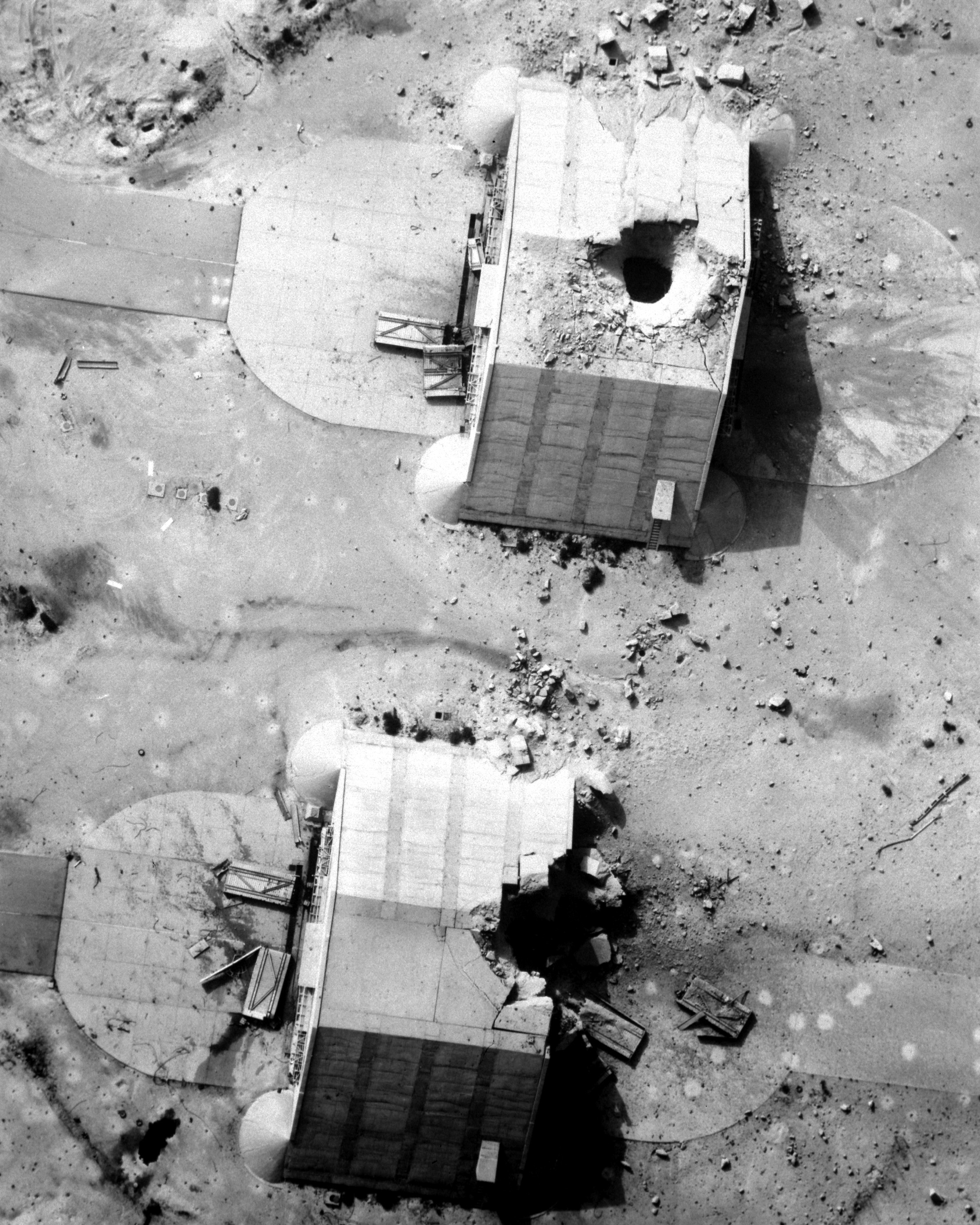
Dois prédios fortificados do governo iraquiano parcialmente destruídos por bombas da Coalizão

O exército iraquiano fez um enorme esforço para assegurar que o número de lançadores disponíveis e a sua localização se mantivesse indeterminada. Fazendo uso intensivo de medidas de engodo e ou utilizando alvos falsos (iscas) com grande realismo, alguns com origem na ex-Alemanha Oriental. Também as táticas usadas pelas tripulações iraquianas surpreenderam os analistas militares da coalizão, como o uso e aproveitamento de irregularidades geográficas, ravinas, bueiros para escoamento de águas e passagens inferiores nas rodovias, ainda abrigos reforçados subterrâneos e extremamente bem camuflados, junto das bases aéreas, no interior de áreas densamente povoadas e ao longo das principais estradas. Com base na experiência adquirida na guerra com o Irã, os procedimentos para o lançamento e dispersão dos mísseis, foram diminuídos para metade do tempo padrão usado pelo exército soviético que se situava em 90 minutos, também as emissões eletromagnéticas resultantes de dados enviados pela telemetria, foram evitados inviabilizando a sua detecção antes do lançamento. Ambas as situações eram desconhecidas das forças da coalizão.
Mudanças no combate à ameaça

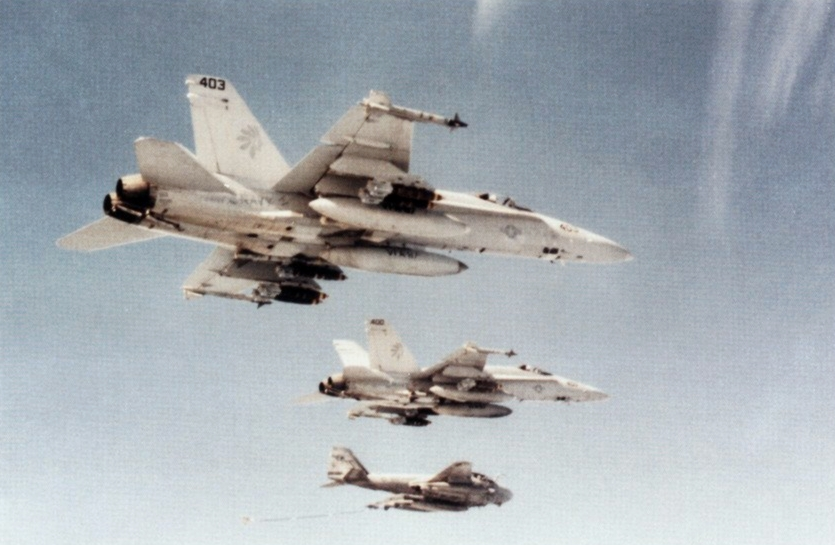
Caças americanos F-18A e um A-6E durante a guerra do golfo

Dada a ineficácia da estratégia de destruição das plataformas de lançamento de mísseis, a mesma foi modificada. Por 24 horas direto, todos os dias, passou a haver patrulhas aéreas dedicadas (Scud patrols) na detecção e destruição dos Scuds. A ideia geral era que as aeronaves de combate sobrevoando uma determinada área de ação, pudessem localizar uma emissão de infravermelhos ou eletromagnética recorrendo aos sensores de bordo quando um míssil fosse disparado e proceder à destruição do transportador/lançador antes que o mesmo pudesse ficar novamente oculto. Porém na prática esta nova abordagem revelou-se de difícil execução, já que as emissões referidas eram passíveis de serem mascaradas e muito exigentes para os sensores de bordo, também os radares de abertura sintética dos F-15E Strike Eagle e F-16 Fighting Falcon, tinham dificuldade na localização e aquisição dos alvos, dado ser praticamente impossível distinguir entre as assinaturas radar dos lançadores e qualquer viatura civil das mesmas dimensões. Também o "lixo" eletromagnético do deserto iraquiano prejudicava a sua fiabilidade.
Israel continuava a ser alvo de ataques, e os seus líderes militares pressionavam com maior insistência para serem envolvidos na solução do problema, ameaçando tomar iniciativas unilaterais. Alternativas eficazes eram necessárias. Novamente, Israel propôs a intervenção em território iraquiano com forças regulares, solução rejeitada pelos generais americanos Colin Powell e Norman Schwarzkopf, no entanto o Secretário de Defesa dos Estados Unidos Dick Cheney ponderou a possibilidade de envolver as Forças Especiais, com a missão de atuar infiltradas no Iraque, localizando os alvos durante a noite e ocultando-se durante o dia. Mesmo contra o ceticismo de Schwarzkopf, o seu emprego foi aprovado, juntando-se e partilhando a zona de operações desde 7 de fevereiro de 1990, com as forças britânicas do Special Air Service (SAS), já a operar desde 20 de janeiro, situação que o próprio Schwarzkopf desconhecia.
No total foram disparados 49 mísseis Scud contra a Arábia Saudita, dos quais 38 foram interceptados. Israel foi atingido por 39 Scud, mas só dez conseguiram impactar no solo, as falhas na intercepção foram atribuídas à escassa disponibilidade de baterias de mísseis Patriot. Na fase final do conflito foram despachados de urgência para a linha da frente os novos mísseis ar-ar AIM-120 AMRAAM, mesmo com a fase final de testes ainda não completada, para uso nos F-15 C/D, segundo a versão oficial para ser empregado na defesa aérea, como a Força Aérea Iraquiana já não existia, foi entendido que seria usado no abate de mísseis Scud já em voo, no entanto chegou tarde demais, não tendo tido oportunidade de mostrar a sua valia.

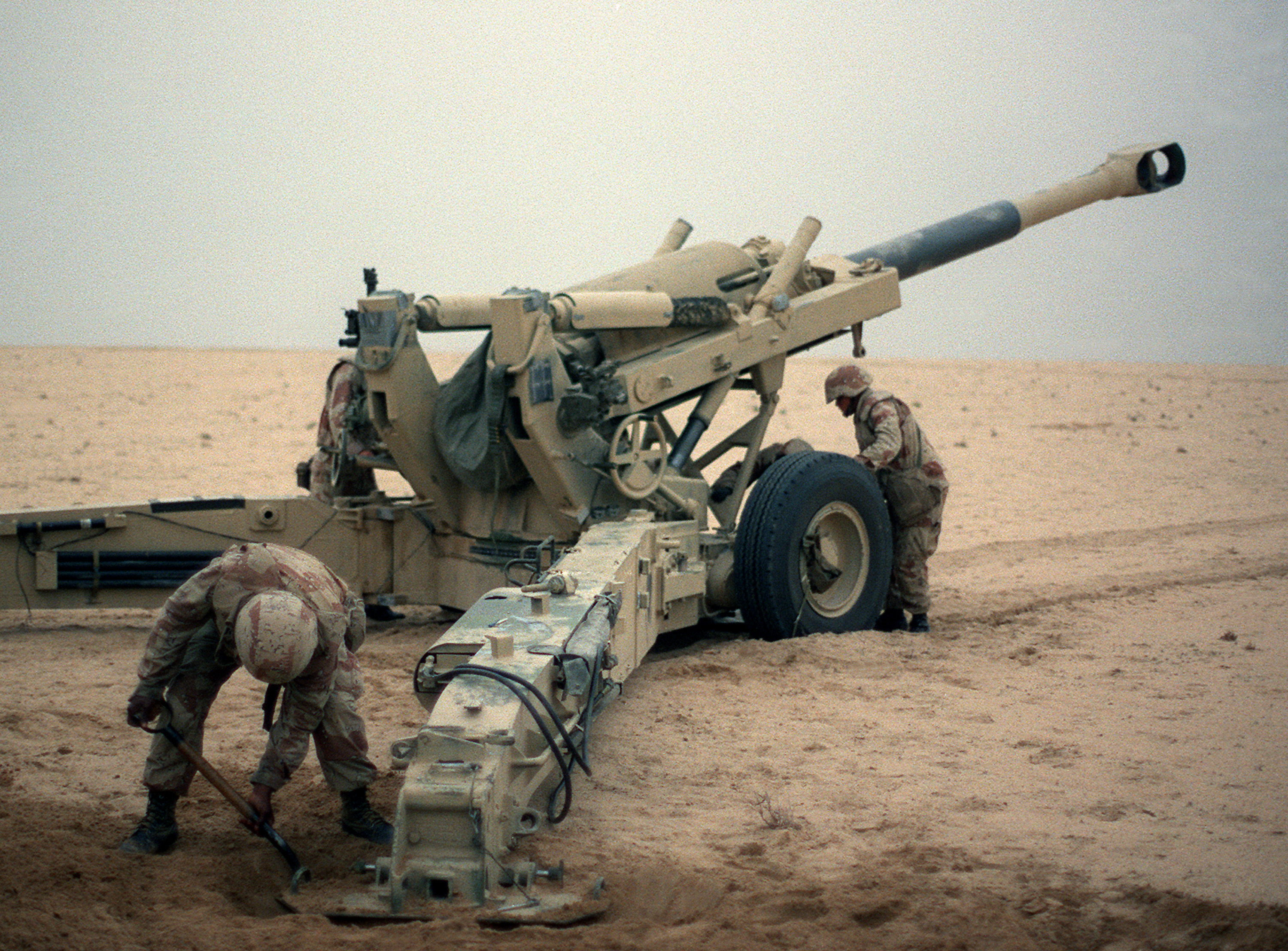
Um canhão M198 dos fuzileiros americanos perto de Khafji, em 1991

### Batalha de Khafji
Khafji, à época dos acontecimentos, era uma cidade Saudita na linha costeira junto à fronteira com o Kuwait, com aproximadamente 85 mil habitantes, os quais tinham sido evacuados na sequência de frequentes bombardeamentos da artilharia iraquiana. Sem que nada o fizesse prever, pelas 23 horas do dia 29 de janeiro de 1991, patrulhas do 3º Regimento da 1ª Divisão de Fuzileiros americanos, reportaram várias colunas militares iraquianas próximas, apoiadas por várias centenas de blindados, provenientes da zona de fronteira, progredindo em território saudita e dando combate as forças pesadas da Guarda Nacional Saudita e dos fuzileiros, que responderam apoiadas por um intenso ataque aéreo e de artilharia. No entanto e apesar das fortes perdas em homens e material, conseguiram atingir a cidade de Khafji e consolidar posições.
Duas unidades de fuzileiros americanos compostas por seis elementos cada, efetuando ações de reconhecimento no interior da cidade, foram apanhados de surpresa não conseguindo retirar a tempo e ficaram encurralados. Durante as 36 horas seguintes, divididos pelos telhados de várias casas, foram identificando e orientando via rádio, a artilharia aliada que fustigou as unidades Iraquianas sem tréguas. Três dias depois do ataque inicial, no começo de fevereiro, as forças iraquianas já haviam debandado em desordem.

## Campanha terrestre

Movimentação das tropas terrestres aliadas entre 24 e 28 de fevereiro de 1991, durante a Operação Tempestade no Deserto

A campanha aérea inicial contra o Iraque durou aproximadamente cinco semanas e foi considerada muito bem-sucedida. Bases militares, posições defensivas iraquianas, além de hangares, postos de comando e comunicação, antenas de radar e plataformas de lançamento de mísseis Scud foram destruídas completa ou parcialmente pelos bombardeios. A superioridade aérea por parte da Coalizão deveu-se principalmente a sua tecnologia extremamente avançada. Isso permitiu que os aviões aliados voassem sem enfrentar muita resistência, assim executavam suas missões com mortal eficiência. A superioridade, contudo, não era só no ar, mas também na terra: os tanques de guerra aliados, o americano M1 Abrams, o britânico Challenger 1 e o kuwaitiano M-84AB eram vastamente superiores aos modelos utilizados pelos iraquianos (como o Type 69 chinês e o T-72 soviético). Além disso, as tripulações dos tanques ocidentais eram melhores treinadas e ainda tinham oficiais mais capacitados.
Uma das vantagens que a Coalizão tinha era o uso preciso do sistema de GPS, que ajudava a melhor organizar as investidas aéreas e, acima de tudo, ajudava também a infantaria a se posicionar melhor e a se movimentar com mais eficiência em território desconhecido. Contando também com imagens de satélite e a liberdade de usar aviões de reconhecimento sem serem molestados, as tropas da coalizão tinham mais manobrabilidade e uma melhor capacidade de se adaptar a cenários adversos. Isso eliminava a necessidade de uma "grande batalha", pois os aliados sabiam onde o inimigo estava e onde eram suas fraquezas e forças, sabendo onde e quando atacar e de um jeito que causasse danos extensos, sem correrem muito risco.

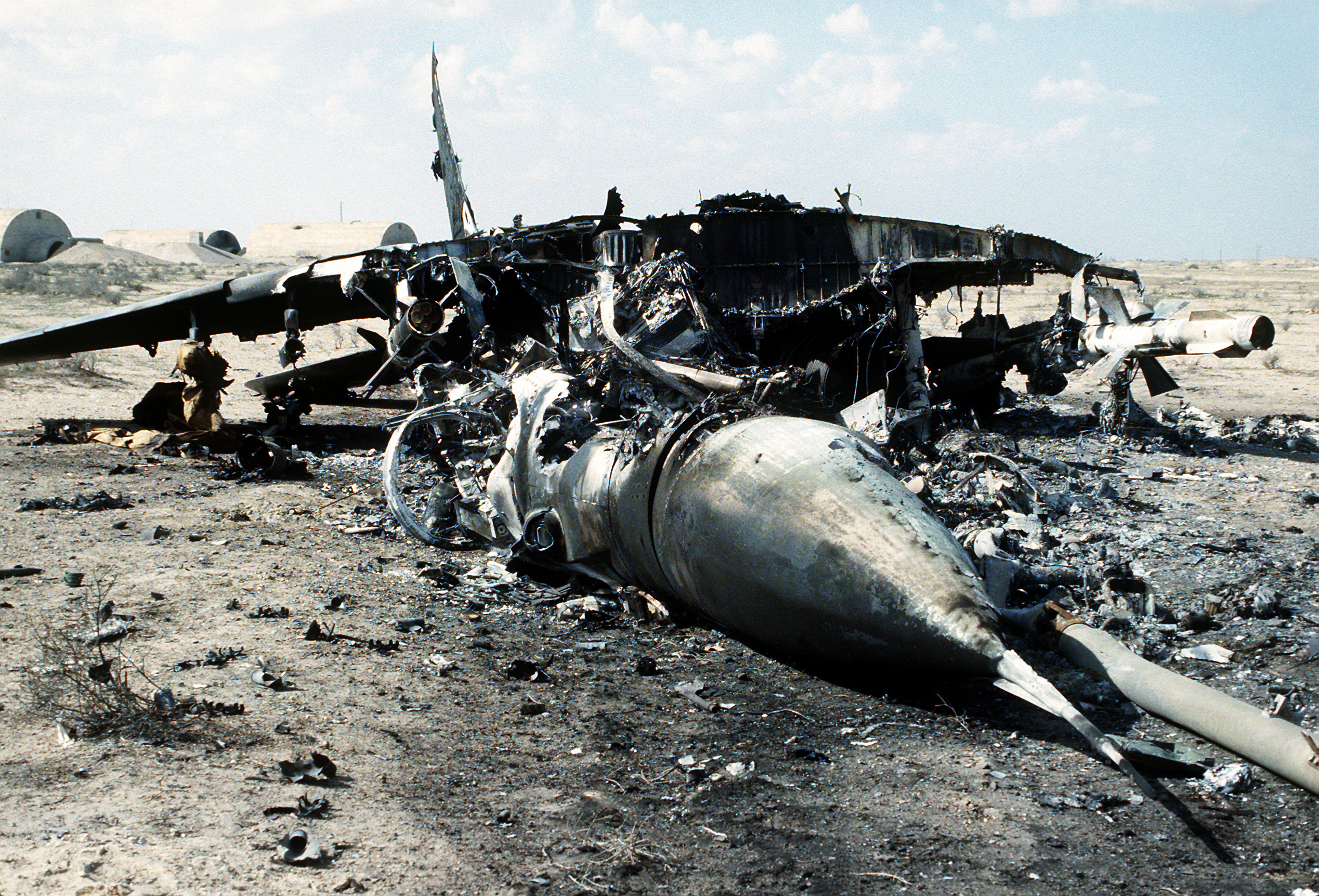
Destroços de um caça Mig-29 iraquiano atingido por bombas de aviões da Coalizão

### Libertação do Kuwait
Para distrair as forças iraquianas, os militares aliados lançaram ataques aéreos e navais contra a costa do Kuwait, fazendo com que o inimigo pensasse que a ofensiva principal seria pela região central do país.
Por meses, unidades americanas estavam sendo alocadas na Arábia Saudita e, logo no começo da operação, começaram a ser atacadas pela artilharia iraquiana, além de mísseis Scud esporádicos. Em 24 de fevereiro de 1991, a 1ª e 2ª divisões de fuzileiros americanos, acompanhados pelo 1º batalhão de blindados do exército, cruzaram a fronteira kuwaitiana e se moveram em direção a capital do país. Eles encontraram trincheiras, arame farpado e campos minados, mas estas posições estavam pouco defendidas e foram superadas rapidamente em questão de horas. Houve confrontos com tanques iraquianos, contudo não houve uma grande batalha em larga escala e a resistência imposta por soldados de infantaria do Iraque foi pequena, bem abaixo do esperado. Pelo contrário, centenas de milhares de militares iraquianos preferiram se render antes de dispararem um único tiro. Mesmo assim, as defesas antiaéreas iraquianas conseguiram abater nove aeronaves americanas. Enquanto isso, uma segunda força de invasão (formada principalmente por soldados árabes) vieram do leste, também encontrando pouca resistência e sofrendo poucas baixas.

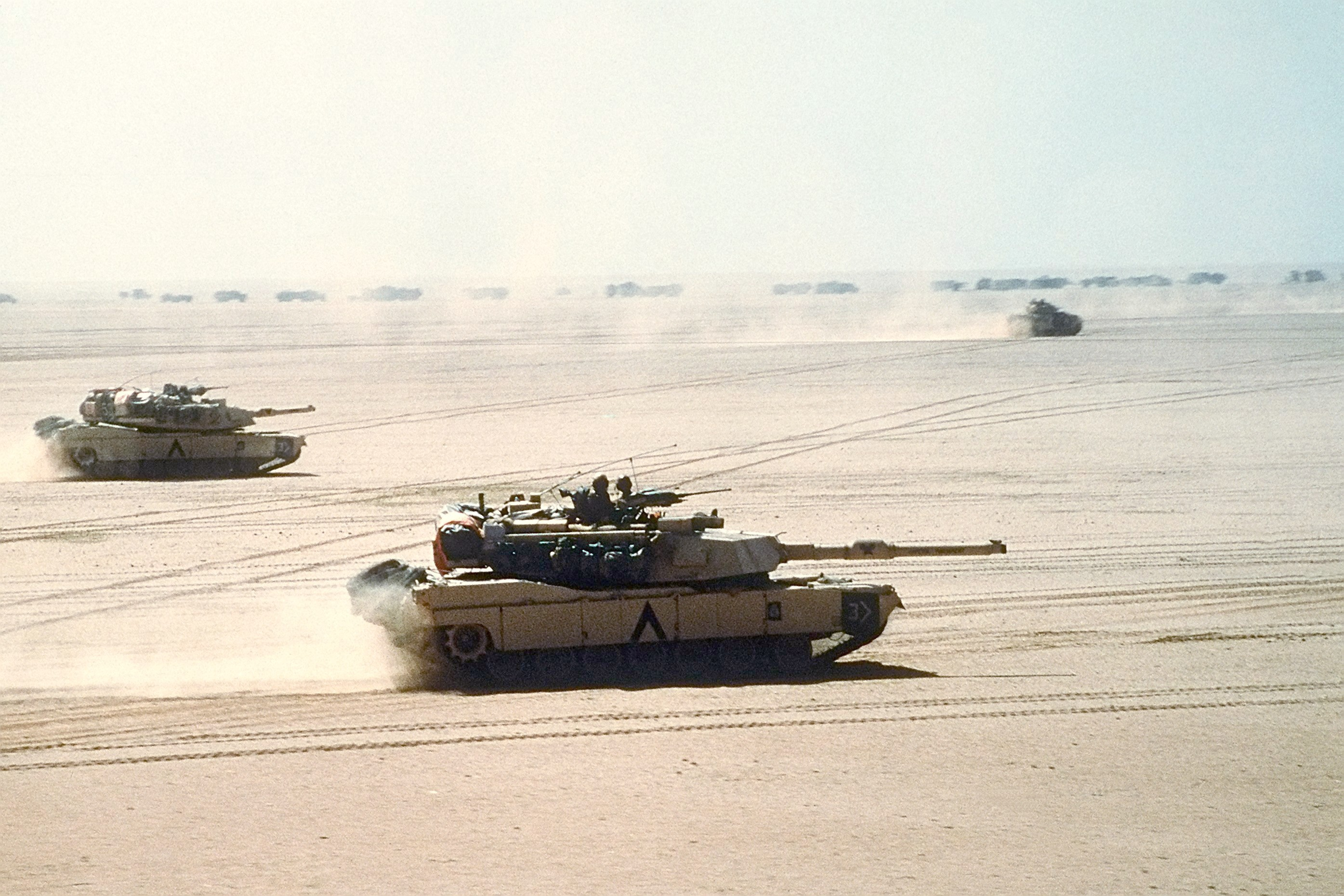
Tanques americanos M1A1 Abrams avançando durante a Operação Tempestade no Deserto, em fevereiro de 1991

Apesar do sucesso da fase inicial da incursão terrestre das forças da Coalizão, havia o medo de que as unidades da Guarda Republicana Iraquiana pudessem escapar intactas. Foi decidido então enviar divisões mecanizadas britânicas para reforçar a linha de frente no Kuwait (15 horas antes do previsto), além de unidades americanas adicionais. Protegidos por uma enorme barragem de artilharia, a infantaria aliada avançava. Na vanguarda havia mais de 150 mil soldados e 1 500 tanques. Por ordens diretas de Saddam, as tropas do exército iraquiano que estavam estacionados no centro do Kuwait lançaram uma maciço contra-ataque. A batalha que se seguiu foi intensa, porém os americanos e ingleses repeliram os inimigos (sofrendo poucas baixas no processo). Naquele momento, as forças iraquianas já haviam sofrido enormes perdas e com sua infraestrutura militar danificada pelos bombardeios aéreos (que destruíram prédios de comunicação e controle), atrapalhando assim sua habilidade de montar uma defesa coesa. Esmagando qualquer resistência que encontravam pelo caminho, as tropas aliadas continuaram avançando até a Cidade do Kuwait, gozando de vasta superioridade aérea.
Militares kuwaitianos receberam a tarefa de liderarem o ataque contra a capital ocupada do país. As tropas iraquianas lá estacionadas ofereceram pouca resistência e muitos foram capturados. Apenas um soldado kuwaitiano morreu e um avião foi abatido. A luta pela cidade foi curta e rapidamente os Aliados tomaram conta da região. A 27 de fevereiro, três dias após o começo da ofensiva terrestre, Saddam ordenou que o que sobrou de suas tropas evacuassem o Kuwait, e então o presidente Bush declarou o país libertado. Contudo, uma unidade militar iraquiana não recebeu a mensagem e permaneceu entrincheirada no Aeroporto Internacional do Kuwait. Houve um intenso combate na área e só foi encerrado quando fuzileiros navais americanos chegaram. Em algumas horas eles conseguiram assumir o controle do aeroporto. Demorou apenas quatro dias de luta para que o Kuwait fosse reconquistado. Enquanto recuavam em direção a Bagdá, as unidades militares do Iraque adotaram a tática de terra arrasada, destruindo tudo que viam pela frente. Em particular, os campos petrolíferos do norte do Kuwait foram incendiados. No geral, mais de 700 poços foram queimados e além disso minas terrestres foram colocadas na região para dificultar que o fogo fosse apagado.

### Forças da Coalizão invadem o sul do Iraque

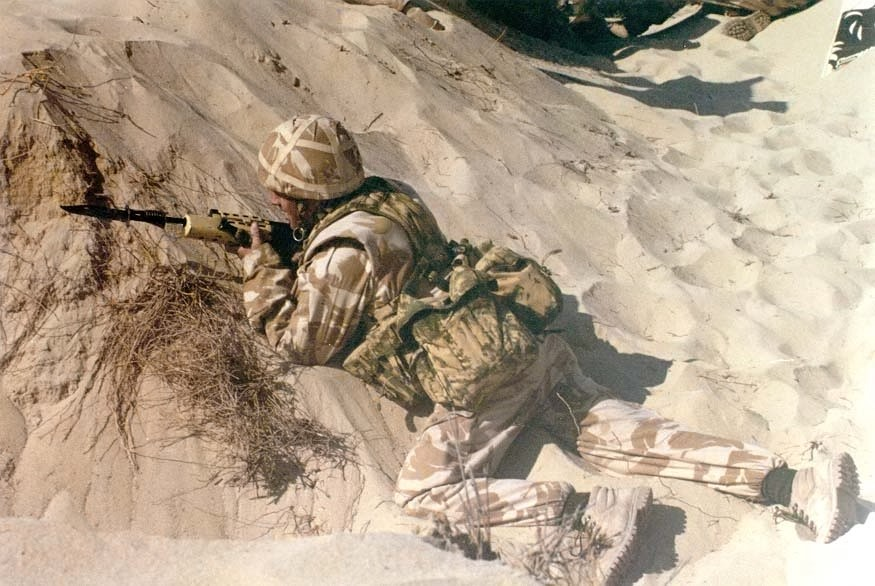
Um soldado britânico lutando no Iraque, em 1991

A fase terrestre da operação foi oficialmente chamada Sabre do Deserto. Para preparar o terreno, mais de 90 000 tiros de artilharia contra posições defensivas iraquianas precedeu a ofensiva, com duração de 2,5 horas. As primeiras unidades da Coalizão a entrar no Iraque foram membros do esquadrão B do Serviço Aéreo Especial britânico ao fim de janeiro de 1991. Os homens deste grupo avançaram atrás das linhas inimigas e coletaram informações vitais de inteligência detectando, principalmente, as bases móveis de lançamento de Scuds. Eles teriam que destruir estes lançadores e também as linhas de comunicação de fibra óptica e passar mais informações para as tropas aliadas na vanguarda. A destruição dos Scuds era muito importante pois Saddam mirava propositalmente em Israel, esperando que este retaliasse. O líder iraquiano esperava que um ataque israelense a um país árabe pudesse enfraquecer a Coalizão, que continha vários países de maioria muçulmana.
Tropas de infantaria americana lançaram-se contra o sul do Iraque a 15 de fevereiro de 1991 e foram seguidos por reforços logo em seguida. As forças iraquianas na região estavam despreparadas e mal armadas e outras estavam fugindo desesperadamente em direção a Bagdá. A 1ª Divisão de Infantaria de Artilharia americana foi decisiva durante as operações de combate de bombardeamento realizando vários ataques e missões de fogo. Essas operações de combate resultaram na destruição de 50 tanques inimigos, 139 veículos blindados de transporte, 30 sistemas de defesa aérea, 152 peças de artilharia, 27 lançadores de mísseis, 108 morteiros e 548 veículos com rodas, 61 linhas de trincheiras e posições de bunker, 92 alvos de infantaria escavados e abertos e 34 locais logísticos. O poder devastador destes ataques, somados aos bombardeios aéreos que haviam precedido a invasão, erodiu a moral do exército iraquiano, que começou a se desfazer, com milhares de homens desertando e abandonando suas posições. Entre 15 e 20 de fevereiro, tropas americanas e britânicas enfrentaram militares iraquianos na batalha de Wadi Al-Batin, dentro do Iraque. Este foi o primeiro de duas pequenas ofensivas lançadas pelo 1º Batalhão do 5º Regimento de Cavalaria americana. Isso foi, na verdade, um ataque distrativo, para fazer com que os iraquianos pensassem que os aliados atacariam por aquela região. Houve um pequeno, porém, feroz tiroteio e os estadunidenses recuaram. Três americanos morreram e outros nove ficaram feridos, mas eles conseguiram fazer 40 prisioneiros e destruíram cinco tanques inimigos. O objetivo principal, enganar os iraquianos, também foi atingido. Aproveitando-se do caos nas linhas iraquianas, elementos do XVIII Corpo de Paraquedistas americanos atacaram as tropas do Iraque pelo oeste. A 22 de fevereiro, o Iraque afirmou que concordaria com um acordo de cessar-fogo proposto pelos soviéticos. Tal acordo firmava a retirada das tropas iraquianas e exigia que elas retornassem para as suas posições pré-invasão, tudo supervisionado por inspetores do Conselho de Segurança da ONU.

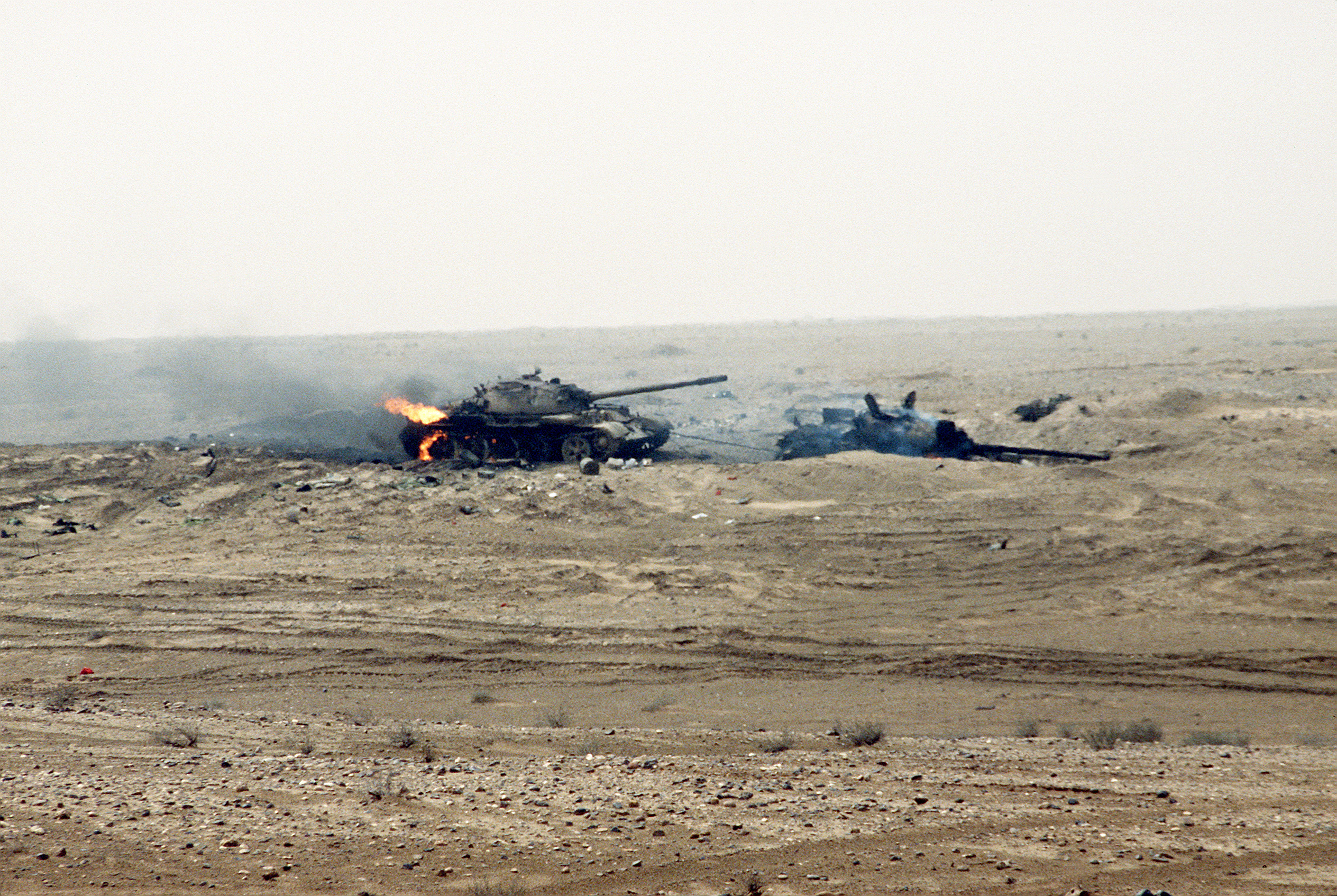
Dois blindados T-55 iraquianos destruídos em combate contra as tropas aliadas

A Coalizão, contudo, negou o acordo de cessar-fogo proposto pela União Soviética, mas garantiu que não atacaria as forças militares iraquianas que recuavam e ainda deu 24 horas para que Saddam retirasse suas tropas, sem exigir condições. A 23 de fevereiro de 1991, após breves combates, cerca de 500 soldados iraquianos se renderam. No dia seguinte, tanques de guerra americanos e britânicos atravessaram a fronteira do Kuwait, iniciando uma invasão em larga escala do sul do Iraque. Milhares de prisioneiros foram feitos no caminho. A resistência iraquiana foi leve e apenas 4 soldados americanos foram mortos por fogo inimigo naquele dia.

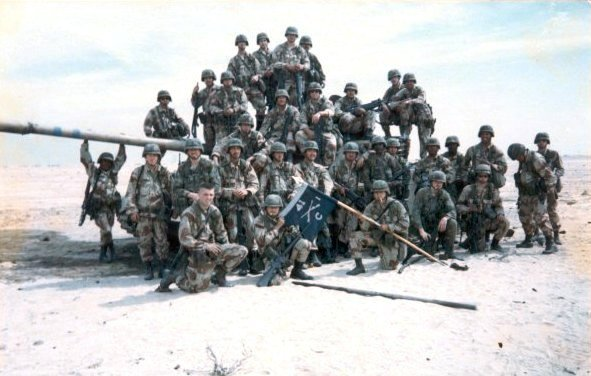
Soldados americanos de infantaria, do 4º regimento, posando junto com um tanque de guerra iraquiano capturado, em fevereiro de 1991

Uma segunda força de invasão americana, liderada por elementos do VII Corpo do Exército e por unidades do 2º Regimento de Blindados, atacou o Iraque a 24 de fevereiro, pressionando o inimigo pelo oeste do Kuwait, surpreendendo as tropas de Saddam. Simultaneamente, soldados do XVIII Corpo de Paraquedistas estadunidenses lançaram-se sobre a região sul, contra o deserto desprotegido, seguidos por homens e blindados de duas divisões americanas. Uma divisão blindada francesa protegeu o flanco esquerdo da manobra.
As tropas da 6ª Divisão Blindada francesa atacaram a infantaria iraquiana sem sofrer tantas perdas e conseguiram fazer inúmeros prisioneiros, garantindo o flanco da força invasora aliada, impedindo contra-ataques inimigos. Já no flanco direito, uma divisão blindada britânica também reportou progressos. Uma vez que os aliados conseguiram penetrar as primeiras defesas iraquianas, eles se moveram rumo ao leste do país, a fim de atacar uma unidade da Guarda Republicana iraquiana, a tropa de elite de Hussein. A luta foi feroz e os iraquianos sofreram pesadas baixas. Contudo, ao contrário de outros embates, as tropas iraquianas não se renderam em grandes números logo quando a batalha começou a ser perdida. Mesmo assim, as perdas na infantaria iraquiana foram muitas e vários tanques foram destruídos em combate direto com os blindados aliados. Em comparação, as baixas americanas foram extremamente baixas, perdendo apenas um blindado Bradley (VCI). Logo em seguida, as forças da Coalizão prosseguiram por mais 10 km sem enfrentar resistência, capturando seus objetivos em menos de três horas. Eles fizeram então mais 500 prisioneiros e infligiram várias baixas no inimigo, derrotando unidades da 26ª Divisão de Infantaria iraquiana. Foi reportado que um soldado americano foi morto na explosão de uma mina terrestre e outros cinco ficaram feridos em um incidente de fogo amigo. Além disso, mais 30 foram feridos em batalha. Nesse meio tempo, tropas britânicas atacaram homens da temida Divisão Medina e tomaram uma base de logística da Guarda Republicana. Nesses dois dias foram travadas algumas das batalhas mais ferozes da guerra, sendo que em uma delas, os ingleses destruíram pelo menos 40 tanques inimigos e capturaram o líder da divisão inimiga.
Enquanto isso, os americanos atacaram vilarejos iraquianos na província de Al Busayyah. Apesar de terem enfrentado feroz resistência, não foi reportado baixas entre as forças aliadas, mas eles conseguiram impor severas perdas as forças iraquianas e fizeram vários prisioneiros. A 25 de fevereiro de 1991, um míssil Scud atingiu uma base americana em Dhahran, na Arábia Saudita. Cerca de 28 militares aliados morreram, no que se tornou a maior quantidade de americanos mortos por "fogo" inimigo em um único dia na guerra.

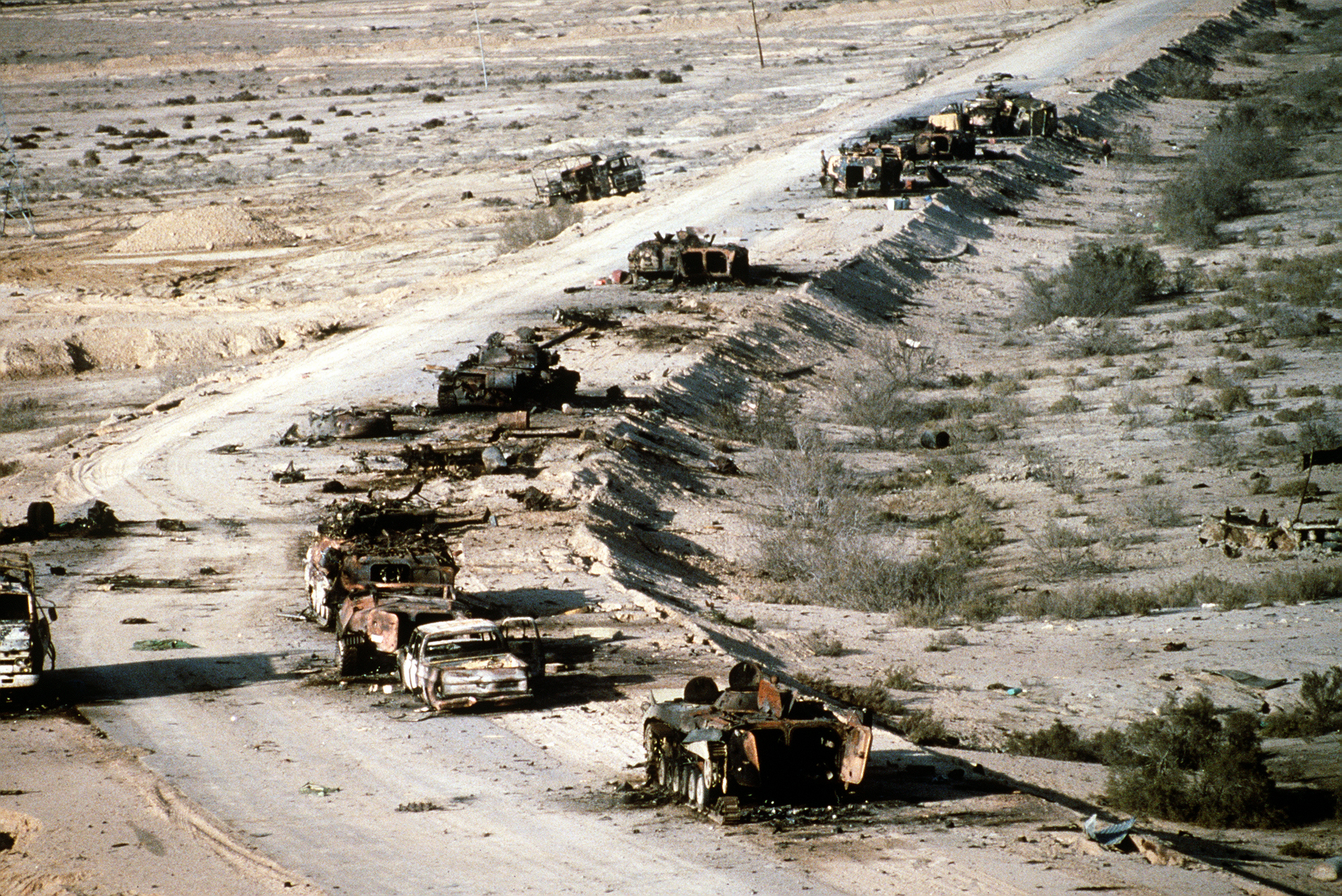
Destroços de veículos militares e civis iraquianos destruídos na rodovia da morte

Os avanços da Coalizão foram muito mais suaves e rápidos do que os generais americanos previram, com a resistência inimiga sendo menor e menos eficiente do que antecipado. As tropas iraquianas estavam enfraquecidas, desorganizadas e sem liderança. Com seus postos de comando e controle destruídos e suas linhas de abastecimento sob constantes ataques aéreos, eles simplesmente não tinham como reagir. Com isso, a 26 de fevereiro, as forças iraquianas já haviam debandado em massa do Kuwait, incendiando pelo menos 737 campos de petróleo no caminho (por ordens de Saddam, como uma forma de retaliação). Enquanto se retiravam do Kuwait, rumo ao norte, as tropas iraquianas formaram um longo comboio. Apesar deles estarem claramente recuando, o comboio foi intensamente atacado pelo ar. Centenas de militares (e também alguns civis) foram mortos. Vários veículos foram destruídos e a devastação causada fez com que a região ficasse conhecida como a "Autoestrada da Morte". Aviões americanos, franceses e britânicos continuaram a perseguir as unidades iraquianas em retirada, enquanto estes tentavam chegar a Bagdá. Contudo, enquanto os líderes militares da Coalizão queriam continuar na ofensiva, a liderança política no Ocidente resolveu ordenar que suas forças se detivesse e recuassem de volta à fronteira kuwaitiana.
Oficialmente, a 28 de fevereiro, cem horas depois do início das operações terrestres, o presidente americano, George H. W. Bush, declarou um cessar-fogo e afirmou que o Kuwait havia sido libertado e estava seguro novamente. Assim, a "mãe de todas as batalhas" que Saddam pregou acabou nunca acontecendo. No final, as forças da coalizão destruíram o exército iraquiano em apenas quatro dias de combate terrestre.

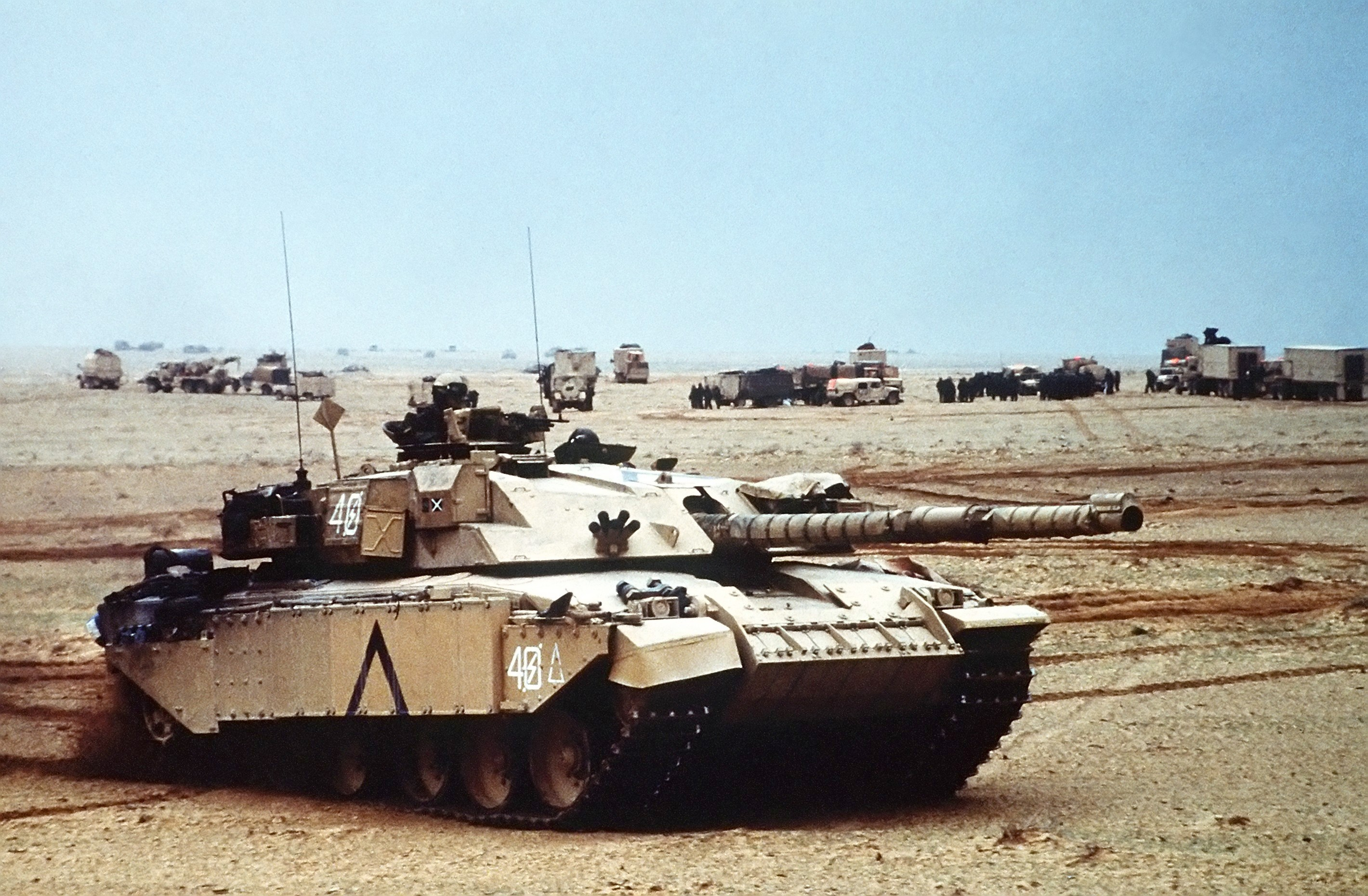
Um tanque Challenger 1 britânico no Iraque, em 1991

### O fim das hostilidades
Nos territórios do sul do Iraque, que estavam ocupados pelas tropas da coalizão, houve uma conferência entre as lideranças militares dos países envolvidos e um acordo de cessar-fogo foi firmado. Na conferência, foi permitido ao Iraque voar helicópteros militares próximos a fronteira, já que a infraestrutura civil em terra havia sido deteriorada. Logo, estes helicópteros e o que sobrou das forças armadas iraquianas foram lutar para sufocar revoltas xiitas no sul. Apesar dos líderes ocidentais apoiarem os rebeldes antiSaddam com retórica, não houve muito apoio militar direto e a rebelião foi esmagada.

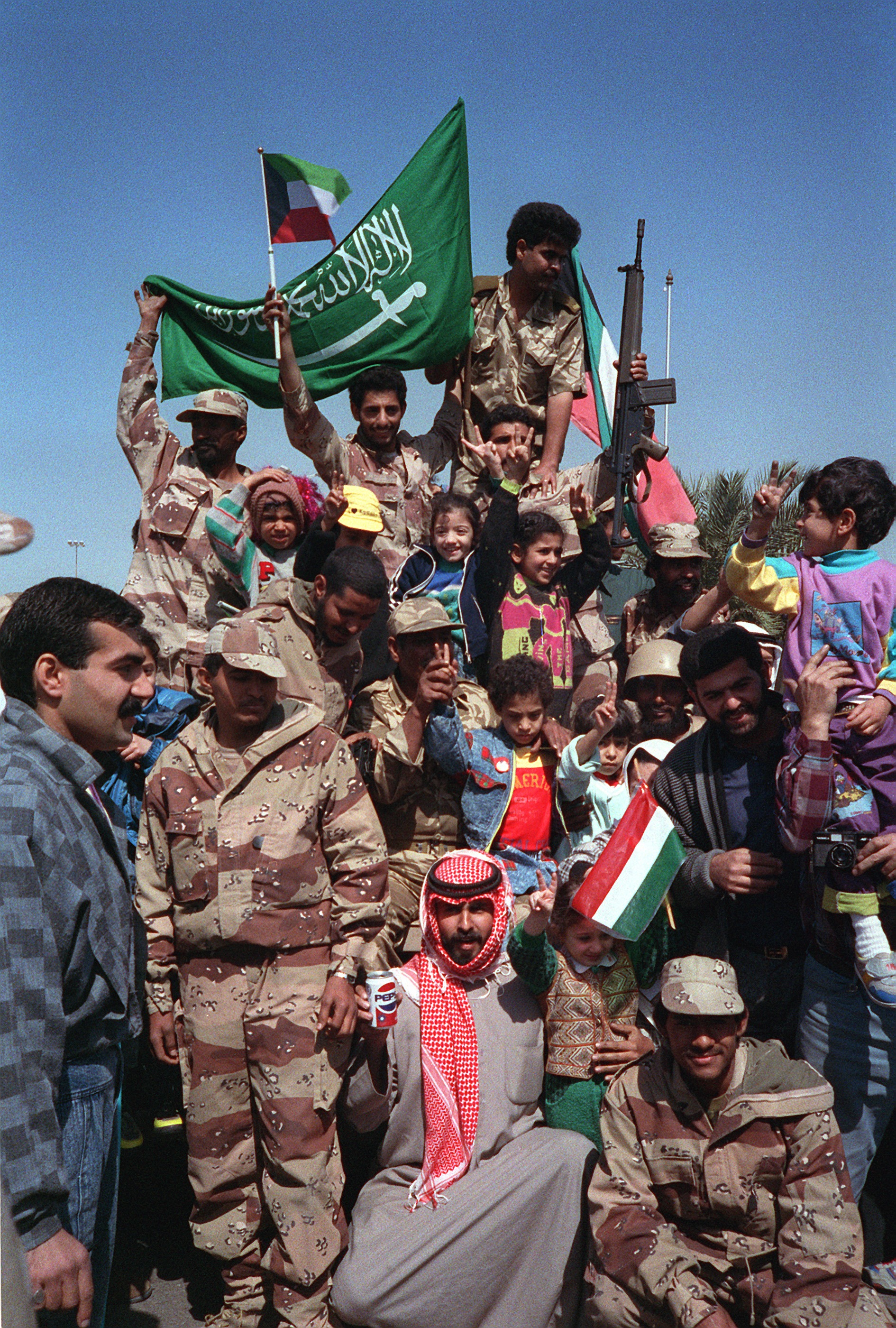
Soldados e civis sauditas comemorando a vitória na guerra com uma bandeira kuwaitiana

No norte, os curdos também iniciaram uma rebelião em larga escala, esperando que os americanos viessem em seu apoio. Contudo, os Estados Unidos novamente não interferiram e o exército de Saddam conseguiu sufocar as revoltas, matando 200 mil pessoas no processo. Milhares de curdos fugiram para as montanhas e para a região extrema do norte. A crise humanitária por todo o Iraque aumentou consideravelmente nos meses seguintes. A Comunidade Internacional finalmente resolveu responder e para evitar novas repressões étnicas, foram impostas duas zonas de exclusão aérea (as operações Northern Watch e Southern Watch) sobre o Iraque, além de pesadas sanções econômicas. No Kuwait, o regime do Emir Jaber Al-Ahmad Al-Sabah foi recolocado no poder e vários cidadãos daquele país acusados de colaborarem com a ocupação foram presos. Eventualmente, cerca de 400 000 pessoas foram expulsas do país, incluindo um grande número de palestinos, como represália ao apoio que a OLP deu a Hussein. Yasser Arafat, líder desta organização, não pediu desculpas por seu apoio ao Iraque, mas depois de sua morte, o líder do Fatah e presidente da Autoridade Nacional Palestina, Mahmoud Abbas, formalmente pediu desculpas ao Kuwait, em nome do seu povo, em 2004.
Uma das decisões mais controversas tomadas pela coalizão foi a ordem dada pela administração Bush de não invadir Bagdá e derrubar Saddam do poder. A liderança política americana tomou esta decisão pois eles acreditavam que avançar para o norte e conquistar o Iraque, sendo uma força de ocupação em solo árabe, acabaria por fragmentar a aliança formada na guerra, alienando o apoio dos países islâmicos do golfo. Além disso, eles imaginavam que o custo humano e financeiro não valeria a pena.
Ao invés de uma ação militar direta, os Estados Unidos esperava que uma revolta interna derrubaria Saddam, sem envolvimento americano. A CIA, contudo, forneceu apoio aos revoltosos e trabalhou durante toda a década de 1990 para tentar enfraquecer o regime iraquiano, mas sem sucesso.
Em 10 de março de 1991, os cerca de 540 000 soldados americanos começaram a voltar para casa do Golfo Pérsico. Curiosamente, dez anos depois, os Estados Unidos invadiriam o Iraque, em 2003. Os esforços americanos foram liderados por George W. Bush, filho do presidente George H. W., e por seu vice, Dick Cheney, que curiosamente havia sido uma das vozes mais ativas em defender a decisão de não invadir o Iraque na Primeira Guerra do Golfo.
Em 1992, o então Secretário de Defesa dos Estados Unidos, Dick Cheney, afirmou: "Eu imagino que, se tivéssemos invadido o Iraque, nós teríamos tropas em Bagdá até hoje. Nós teríamos que governar aquele país. Nós não teríamos como sair. E o último ponto que precisa ser feito é a questão das baixas. Eu não acredito que você poderia fazer tudo isso sem que os Estados Unidos sofressem grandes perdas e apesar de todo mundo ter ficado impressionado com o baixo custo do conflito [no golfo em 1991], para a família dos 146 americanos mortos, esta guerra não foi barata. A questão na minha mente era quantas mais baixas americanas Saddam (Hussein) valia? E a resposta era não muitas. Então, eu acredito que tomamos a decisão certa, tanto a de expulsá-lo do Kuwait, mas também a que o presidente tomou de que já tínhamos atingido nossos objetivos e que não ficaríamos presos em tentar tomar e governar o Iraque".

## Vítimas do conflito

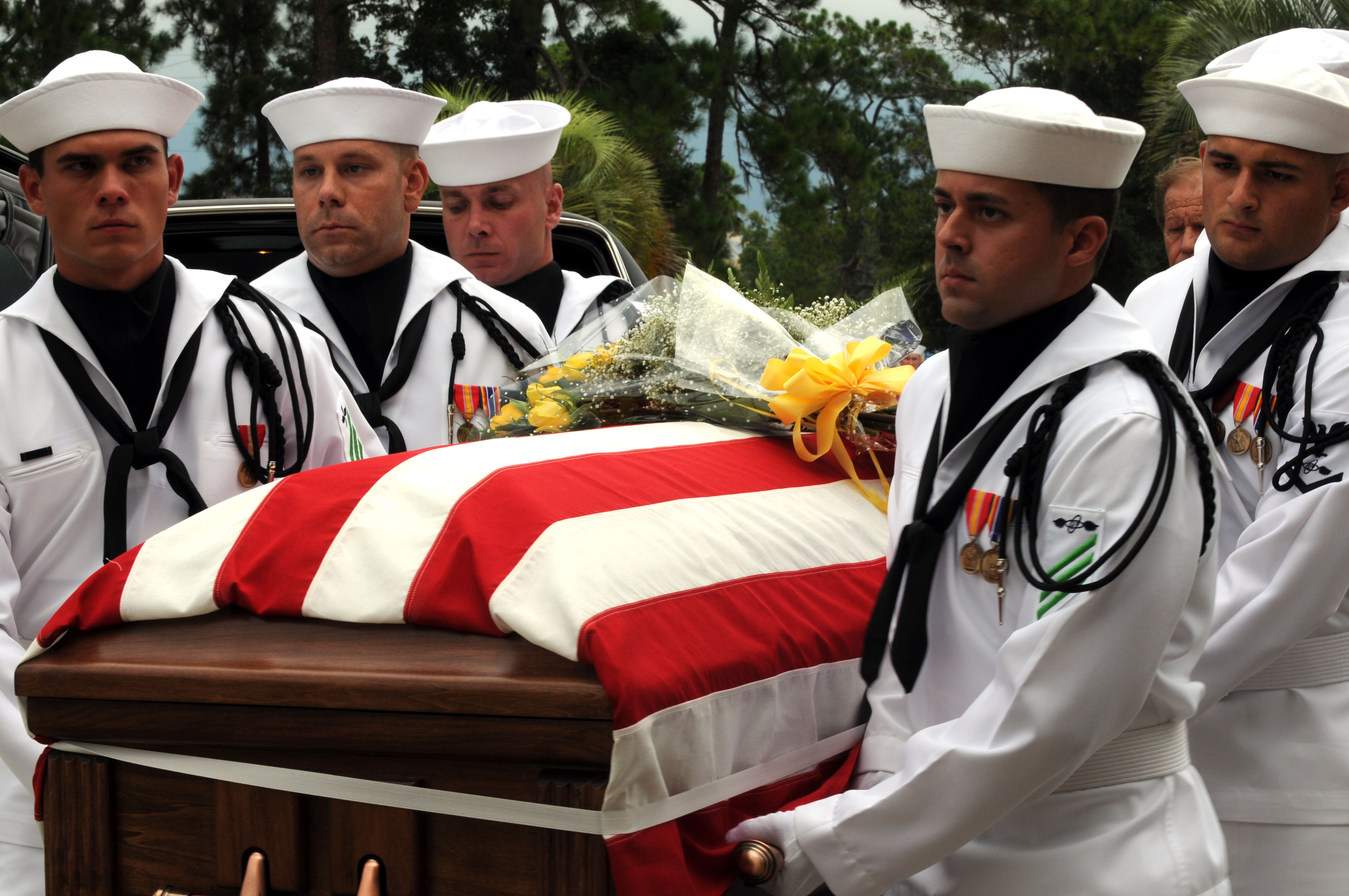
Marinheiros americanos honrando o corpo do capitão Scott Speicher, morto durante a guerra do golfo

### Civis
Mais de 1 000 civis kuwaitianos morreram no conflito. Outros 600 desapareceram durante a ocupação iraquiana, sendo que 375 foram mais tarde encontrados enterrados em valas comuns. O aumento na intensidade dos bombardeios aliados por meio de aviões e mísseis de cruzeiro acabou causando controvérsia pois o número de baixas civis infligidas estava ficando muito altas. Nas primeiras 24 horas da Operação Tempestade no Deserto, mais de 1 000 surtidas aéreas foram lançadas, focando principalmente na região de Bagdá. A cidade sofreu com os pesados bombardeios, já que era o coração do regime de Saddam e onde ficava o Centro de Controle e Comando das forças armadas iraquianas. Muitos civis acabaram morrendo nestes ataques.

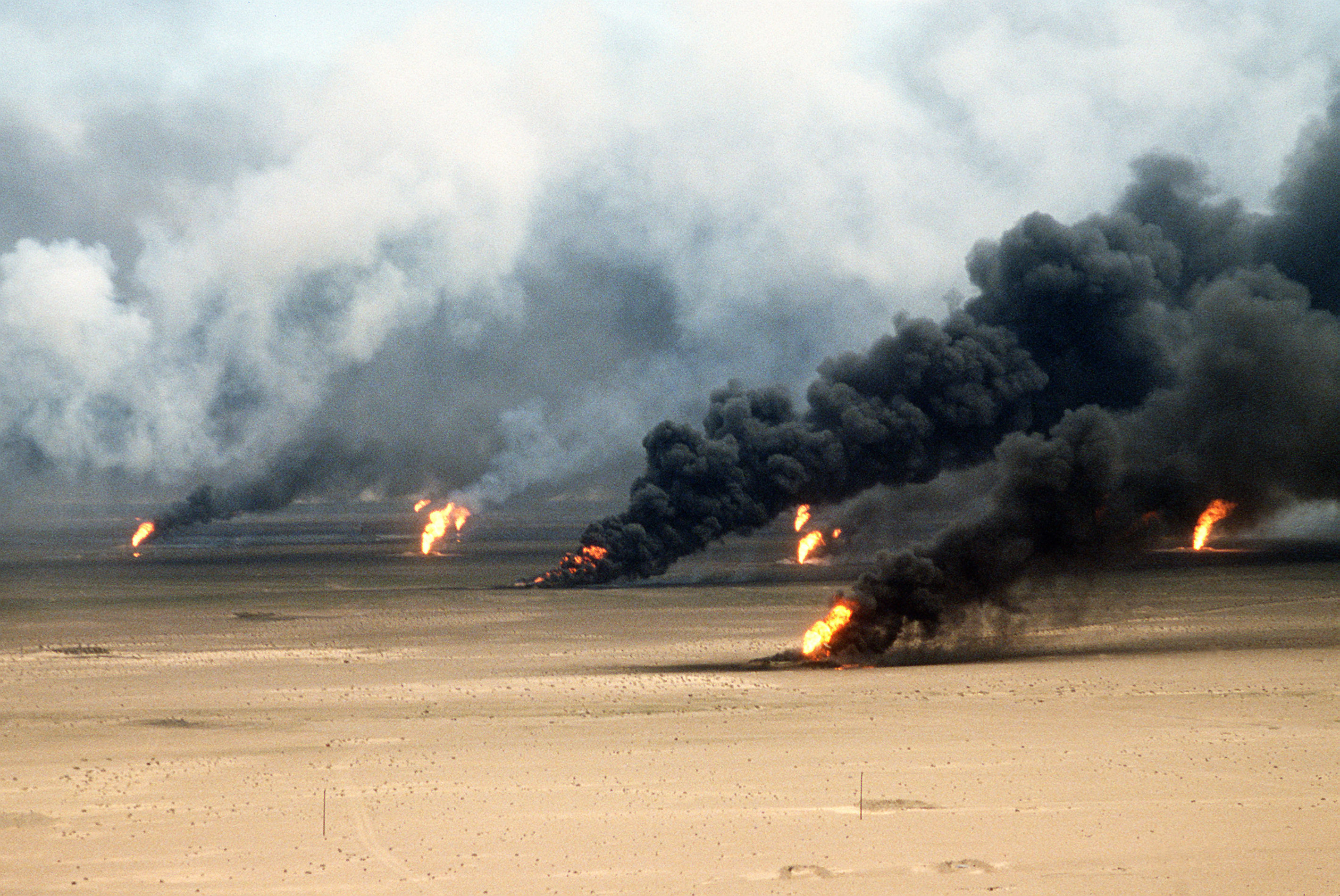
Os campos de petróleo kuwaitianos destruídos a mando de Saddam. A fumaça causou um enorme impacto ambiental e também causou males aos habitantes de cidades próximas

Em outro incidente, dois aviões stealth americanos bombardearam um bunker em Amiriyah, Bagdá, causando a morte de 408 civis que estavam no abrigo. Imagens dos corpos queimados e mutilados foram mostrados na televisão e acabou causando muitas controvérsias. Os Estados Unidos afirmaram que o prédio também era usado para fins militares e que os civis foram postos lá como escudos humanos, mas não há provas disso.

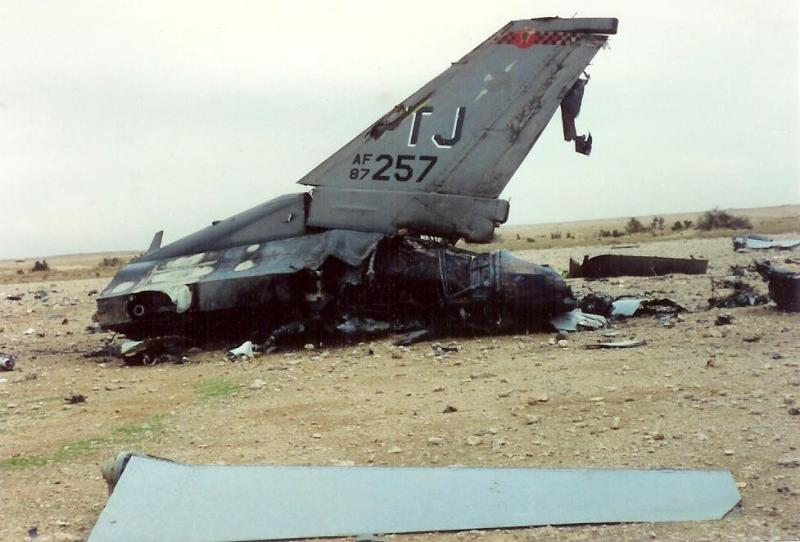
Restos de um caça F-16 americano abatido

O regime de Saddam afirmou que as perdas civis sofridas pelo seu país foram altíssimas em uma tentativa de conseguir simpatia de outros países islâmicos. O governo iraquiano estimou que 2 300 civis morreram durante a campanha aérea. Um estudo alternativo afirmou que 3 664 civis iraquianos morreram nos bombardeios aliados. Outras investigações estimaram que 3 500 civis morreram devido aos ataques aéreos e outros 100 000 sofreram devido as consequências diretas da guerra.

### Iraque
As perdas sofridas pelas forças de Saddam Hussein são, até os dias atuais, desconhecidas, porém acredita-se que tenham sido muito altas. Algumas estimativas afirmam que entre 20 000 e 35 000 mil soldados morreram em combate. Segundo um relatório da força aérea americana, mais de 10 000 militares iraquianos morreram nas cinco semanas de bombardeios aéreos, e outros 10 000 morreram lutando em terra. Além das perdas em vidas, a infraestrutura militar e civil do Iraque após o conflito estava em ruínas.

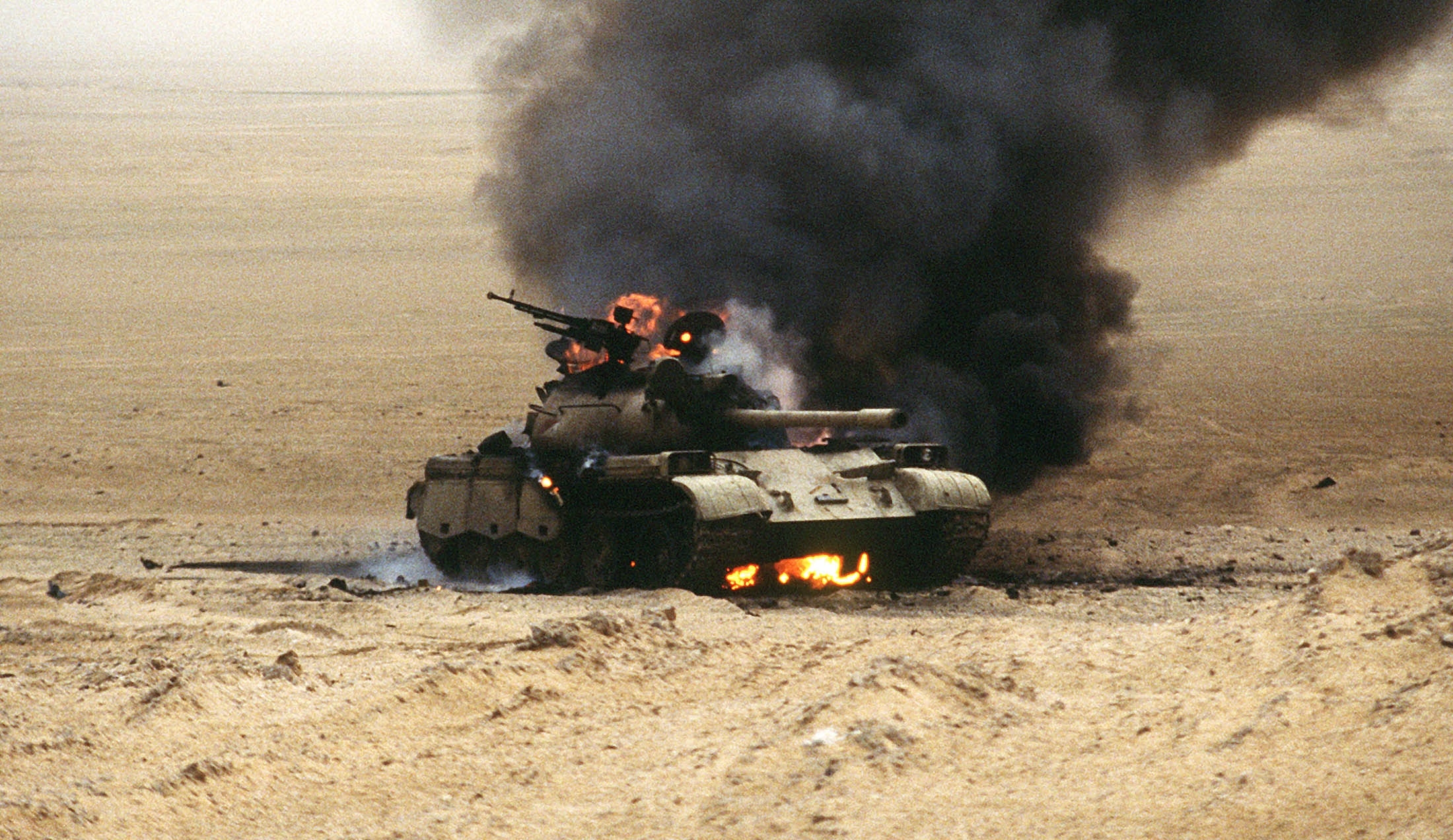
Um tanque Type 69 iraquiano destruído pelas forças aliadas da Coalizão

Um estudo alternativo estimou que entre 20 000 e 26 000 soldados iraquianos morreram em combate, com outros 75 000 ficando feridos. Milhares foram feitos prisioneiros.

### Coalizão
O Departamento de Defesa americano afirmou que os Estados Unidos sofreram 148 mortes no conflito (35 devido a fogo amigo). Outros 145 americanos morreram em acidentes. Já o Reino Unido reportou 47 mortes sofridas (9 devido a fogo amigo), a França 2 fatalidades e outros países da Coalizão, não incluindo o Kuwait, perderam 37 soldados (18 sauditas, 1 egípcio, 6 árabes-emiradenses e 3 catarenses).
O maior incidente de perdas da Coalizão devido a fogo inimigo aconteceu em 25 de fevereiro de 1991, quando um míssil Al Hussein iraquiano atingiu uma base americana em Dhahran, na Arábia Saudita, matando 28 reservistas oriundos da Pensilvânia. No total, as perdas da coalizão por fogo amigo chegou a 44, e outros 57 ficaram feridos.
O maior acidente envolvendo forças da Coalizão aconteceu em 21 de março de 1991, quando um avião C-130H saudita caiu próximo do aeroporto de Ras Al-Mishab, Arábia Saudita. Cerca de 92 soldados senegaleses morreram, junto com toda a tripulação de 6 sauditas.
Cerca de 776 militares da Coalizão foram feridos, incluindo 458 americanos.
| País                   | Total | Fogo inimigo | Acidente | Fogo amigo | Ref             |
| ---------------------- | ----- | ------------ | -------- | ---------- | --------------- |
| Estados Unidos         | 146   | 111          | 35       | 35         | [ 120 ]         |
| Senegal                | 92    |              | 92       |            | [ 124 ]         |
| Reino Unido            | 47    | 38           |          | 9          | [ 125 ]         |
| Arábia Saudita         | 24    | 18           | 6        |            | [ 122 ] [ 126 ] |
| França                 | 9     | 9            |          |            | [ 120 ]         |
| Emirados Árabes Unidos | 6     | 6            |          |            | [ 127 ]         |
| Catar                  | 3     | 3            |          |            | [ 120 ]         |
| Síria                  | 2     |              |          |            | [ 128 ]         |
| Egito                  | 11    |              | 5        |            | [ 122 ] [ 129 ] |
| Kuwait                 | 1     | 1            |          |            | [ 130 ]         |

Ao todo, 190 soldados aliados foram mortos em combate direto contra militares iraquianos (sendo 113 americanos), o resto das 379 baixas sofridas pela Coalizão foram resultados de acidentes ou fogo amigo. Contudo, o número de perdas totais acabou sendo muito abaixo do previsto. Cerca de três soldados mulheres foram mortas na guerra.

#### Fogo amigo
Embora o número de baixas sofridas por fogo inimigo dentre as forças da Coalizão tenha sido bem baixo, houve um substancial número de fatalidades que aconteceram por meio de fogo amigo. Dos 146 soldados americanos mortos, cerca de 24% deles faleceram por fogo amigo (35 militares no total). Outros 11 morreram enquanto manuseavam munição. Cerca de 9 militares britânicos morreram em um incidente com fogo amigo em que um A-10 Thunderbolt II da força aérea americana acabou destruindo por engano dois blindados Warrior (VCI).

## Custos
O custo financeiro sofrido pelos Estados Unidos foram altos. No total, segundo o Congresso, os americanos gastaram US$ 61,1 bilhões na guerra. Cerca de US$ 52 bilhões teriam sido pagos por várias nações árabes: US$ 36 bilhões pelo Kuwait, Arábia Saudita e outros países do Golfo Pérsico. Cerca de US$ 16 bilhões foram dados pela Alemanha e pelo Japão. Cerca de 25% do pagamento saudita foi feito na forma de serviços as tropas aliadas, como comida e transporte. Como os americanos tinham, de longe, o maior exército, eles acabaram gastando consideravelmente mais do que qualquer país.

## Cobertura midiática
A guerra foi altamente televisionada. Pela primeira vez na história, pessoas de todo o mundo viam ao vivo imagens dos bombardeios, dos navios lançando mísseis de cruzeiro e dos caças saindo dos porta-aviões. A mídia mostrava em primeira mão o avanço das forças aliadas e toda a sua capacidade de fogo.
Nos Estados Unidos, âncoras das "três grandes" emissoras de televisão iniciavam seus jornais principais com matérias sobre o conflito. Os âncoras Peter Jennings da ABC, Dan Rather da CBS, e Tom Brokaw da NBC, cobriram extensamente o início da campanha de bombardeios no anoitecer do dia 16 de janeiro de 1991. O correspondente da ABC News, Gary Shepard, reportava diretamente de Bagdá, falava com Jennings sobre como a cidade estava calma. Mas, momentos mais tarde, Shepard reportava o cair das bombas e o céu iluminado com o fogo das armas antiaéreas. Pela CBS, o público via o correspondente Allen Pizzey, que também estava ao vivo da capital iraquiana, reportando o começo das hostilidades. Mike Boettcher, da "NBC Nightly News", reportou a atividade intensa incomum na base aérea aliada em que ele estava em Dhahran, na Arábia Saudita. Momentos depois, Brokaw anunciou aos telespectadores que os bombardeios haviam começado.
Contudo, foi a rede de tv a cabo de notícias CNN que fez a cobertura mais notória da guerra e é citado até hoje como sendo o maior momento da história da emissora, lançando-a internacionalmente. Os correspondentes da CNN, John Holliman, Peter Arnett e Bernard Shaw, reportaram todos os eventos ao vivo em Bagdá. Eles estavam no famoso hotel Al-Rashid quando os ataques aéreos começaram. A emissora havia convencido o regime iraquiano a permitir que eles tivessem uma instalação de áudio permanente para se conectar com sua sede. Como os prédios de telecomunicações haviam sido bombardeados logo de cara pelos aviões da Coalizão, a CNN, com seu serviço exclusivo via cabo, conseguiu permanecer do ar, transmitindo aos público informações em tempo real. Enquanto as bombas caiam na capital iraquiana, o correspondente de guerra Peter Arnett permaneceu ao vivo, descrevendo o que estava acontecendo em primeira mão e com exclusividade na TV americana. Assim, pode-se dizer que a Guerra do Golfo foi a primeira guerra televisionada ao vivo pela televisão na história.
No Reino Unido, a BBC devotou boa parte do seu conteúdo principal, tanto no rádio quanto na TV, para cobrir a guerra. Uma rede de rádio exclusiva, Radio 4 News FM, foi criada para cobrir o conflito 24 horas, mas teve que se encerrar junto com a guerra, em fevereiro de 1991.
A imprensa escrita também cobriu a guerra. A revista Time lançou uma edição especial para falar do conflito, em 28 de janeiro de 1991, com o título "WAR IN THE GULF" ("Guerra no Golfo") com uma imagem de Bagdá sendo bombardeada.
Uma equipe de reportagem da CBS News (David Green e Andy Thompson), transmitiram via satélite a entrada das primeiras tropas árabes na Cidade do Kuwait, em fevereiro de 2014. Dias antes, o governo iraquiano havia permitido que a jornalistas ocidentais voltassem a cobrir a guerra diretamente do seu solo.
Enquanto os meios de comunicação de massa eram acusados de serem tendenciosos e pró-ocidente, a mídia alternativa era a única que chegou a criticar o conflito. A Deep Dish Television mostrou segmentos de produtores independentes dos Estados Unidos e de fora, criando um especial chamado "The Gulf Crisis TV Project". O primeiro episódio desta série, "War, Oil and Power" ("Guerra, Petróleo e Poder") foi lançado ao fim de 1990, antes da guerra aberta começar de fato. Outro segmento, chamado "News World Order" focava em mostrar a suposta cumplicidade da mídia em promover a guerra e suas reações. Em São Francisco, o Paper Tiger Television West produziu um show para a TV a cabo mostrando manifestações antiguerra, ações de artistas, intelectuais e protestantes que se expunham contra a cobertura da grande mídia, que segundo eles apoiava a guerra.